# Sanglier
Pour les autres espèces de mammifères désignées par le nom « sanglier », voir Sanglier (nom vernaculaire). Pour les autres articles homonymes, voir Sanglier (homonymie). Pour le genre des sangliers, voir Sus (genre).
Espèce
Répartition géographique
Aire de répartition naturelle (en vert) et d'introduction à partir du XVIe siècle jusqu'à de nos jours (en bleu) du sanglier Sus scrofa.
Statut de conservation UICN

 LC : Préoccupation mineure
Le Sanglier d'Europe, Sanglier d'Eurasie ou plus simplement Sanglier (Sus scrofa) est une espèce de mammifères omnivores et forestiers de la famille des Suidés. Cette espèce abondamment chassée est aussi considérée comme une espèce ingénieure, capable de développer des stratégies d'adaptation à la pression de chasse.
Le porc (ou cochon), issu de la domestication du sanglier, est une sous-espèce du Sanglier, connu sous l'appellation scientifique Sus scrofa domesticus.

## Nom

### Dénominations
- Nom scientifique valide : Sus scrofa Linnaeus, 1758.
- Noms vulgaires (vulgarisation scientifique) recommandés ou typiques en français : sanglier[2],[3],[4],[5],[6],[7],[8],[9], sanglier d'Europe[3],[6] ou sanglier d'Eurasie[7].
- Autres noms vulgaires ou noms vernaculaires (langage courant) pouvant désigner éventuellement d'autres espèces : cochon[6].

La femelle du sanglier s'appelle la laie,, et un jeune sanglier âgé de moins de six mois, à la livrée rayée, est un marcassin,,. Dans le lexique de la chasse, notamment celui de la vénerie, un jeune sanglier âgé de six mois à un an, qui a perdu sa livrée de marcassin, est appelé une bête rousse, ; un mâle adulte, une bête noire, ou bête de compagnie à un an, ; un ragot à deux ans, ; un tiers-an ou tiers-ans, à trois ans ; un quartanier ou quartannier, de 4 à 5 ans, ; un vieux sanglier à six ans ; et un grand vieux sanglier à sept ans et plus. Un solitaire est un sanglier qui vit seul.
| Designation            | Age              | Image |
| ---------------------- | ---------------- | ----- |
| Marcassin              | 0–6 mois         |       |
| Bête rousse            | 6–12 mois        |       |
| Ragot                  | 2 ans            |       |
| Quartanier             | 4–5 ans          |       |
| Vieux sanglier         | Six ans          |       |
| Grand vieux sanglier   | Au delà de 7 ans |       |
| « Sanglier solitaire » |                  |       |

### Étymologie
Le substantif masculin sanglier est attesté vers 1140 sous les formes sengler et senglier. Il est issu du latin vulgaire singularis (porcus) qui signifie littéralement « porc solitaire » et a d'abord désigné « le mâle qui vit seul ».

## Description

### Anatomie

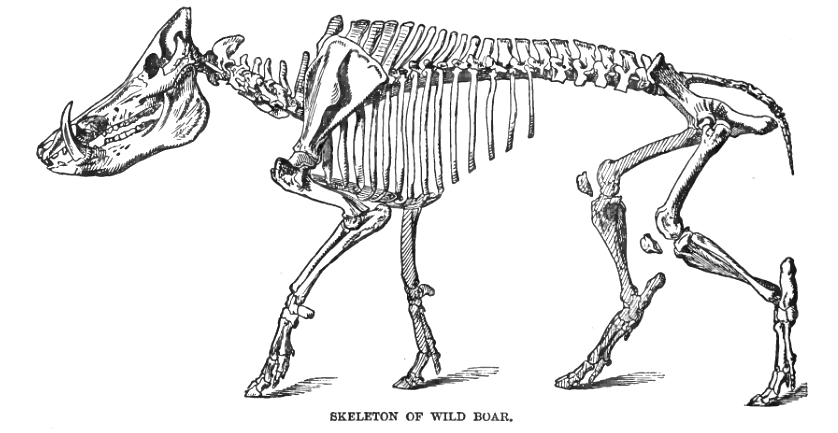
Squelette du sanglier sauvage.

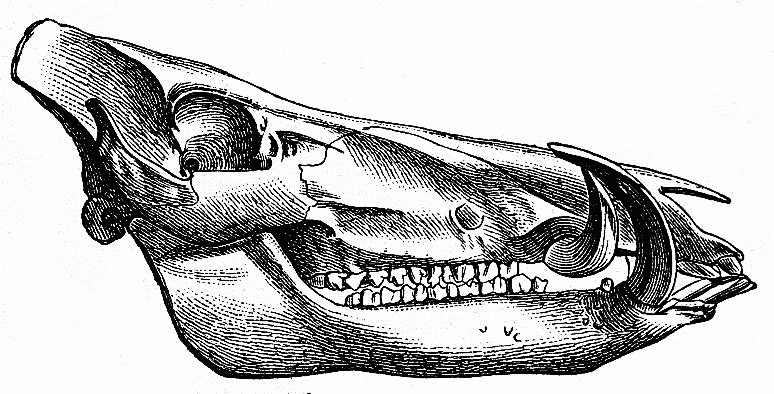
Crâne du sanglier.

L'avant-train est puissant, le cou massif. La tête (hure) a une forme globalement conique. Les flancs sont comprimés. Le pelage est constitué de longs jarres très rêches (les soies) ainsi que d'un épais duvet.
Les adultes sont de couleur gris-brun uniforme, foncé en général ; les plus jeunes ont un pelage formé de bandes rousses et crème horizontales. Plus tard, ce pelage prend une couleur rousse (couleur acquise autour de leur cinquième mois). Puis aux alentours de 10 mois, leur pelage s'assombrit pour donner la couleur sombre des animaux subadultes et adultes.
Les oreilles (les écoutes) triangulaires sont toujours dressées. Les canines sont particulièrement développées. Celles de la mâchoire supérieure, les grès, se recourbent vers le haut durant la croissance. La taille des mâles est plus importante que celle des femelles. En outre, les sujets présents dans le sud de l'Eurasie sont plus petits que ceux du nord et de l'est, en accord avec la règle de Bergmann. Leurs dimensions augmentent aussi de l'ouest vers l'est de l'Europe. En Sardaigne, on trouve de très petits sujets.
Le sanglier européen peut peser de 150 à 160 kg pour le mâle et 100 kg pour la femelle environ. Le poids d'un sanglier de plaine où les cultures de maïs abondent est significativement plus important que celui de son congénère établi en montagne. La longueur de sa tête et son corps varie de 1,10 à 1,80 m et sa hauteur au garrot de 0,60 à 1,15 m.

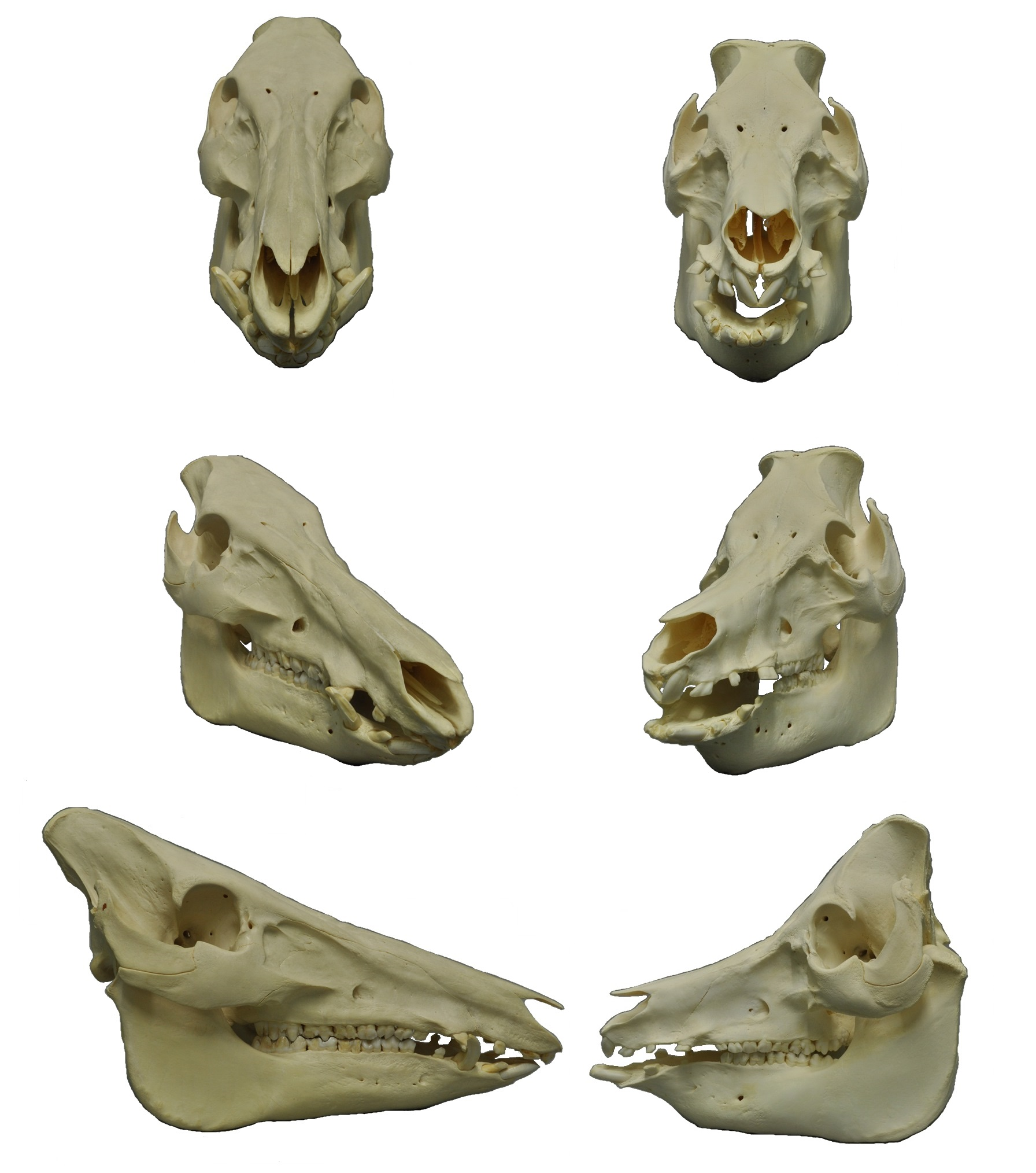
Comparaison entre le crâne d'un sanglier (gauche) et celui du porc domestique (droite).

Sa queue moyennement longue (20 à 30 cm) se termine par un long pinceau de soies. Généralement, elle est pendante quand l'animal est calme et bien dressée s'il est inquiet ou en colère.
Le sanglier possède un corps trapu et une tête volumineuse. Sa tête est prolongée d'un groin très allongé, appelé boutoir, et de deux grandes oreilles mobiles. Ses canines sont très développées : les supérieures s'appellent les grès et les inférieures les défenses. Ces défenses poussent tout au long de la vie du sanglier. En ouvrant et fermant sa gueule, le sanglier aiguise ses défenses sur les grès ; elles sont ainsi acérées en permanence.
Le squelette est massif et solide. Le crâne a une forme trapézoïdale (vu de profil). On en retrouve des éléments (dents, défenses, sabot percé, os) qui semblent avoir servi de bijoux ou éléments pendentifs de décor durant la Préhistoire. On retrouve aussi des défenses associées à des tombes ou puits funéraires préhistoriques.

### Génétique
Le cochon domestique (Sus domesticus), possède 38 chromosomes. Le sanglier européen n'en détient que 36, à la suite d'une fusion ancestrale. Leur descendance commune, appelée cochonglier ou sanglochon, est fertile. Les hybrides de première génération possèdent 37 chromosomes. Ensuite, ils peuvent en avoir 36, 37 ou 38. L'hybridation est fréquente dans les régions d'élevage de cochons en plein air ou bien lorsque la population sauvage a été reconstituée par des femelles de cochons domestiques saillies par un sanglier mâle. Le sanglier corse est génétiquement très proche du cochon domestique.
Le sanglier a été introduit par l'humain hors de son aire naturelle de répartition, dont en Amérique du Nord où il a parfois été croisé avec diverses souches de cochons. Ceci complexifie encore sa génétique, mais aussi sa dénomination commerciale légale. En Amérique du Nord, où il n'existe normalement pas dans la nature, certaines étiquettes commerciales qualifient sa viande de « sanglier sauvage », alors qu'il est élevé et introduit[réf. nécessaire].

## Écologie et comportement

### Éthologie

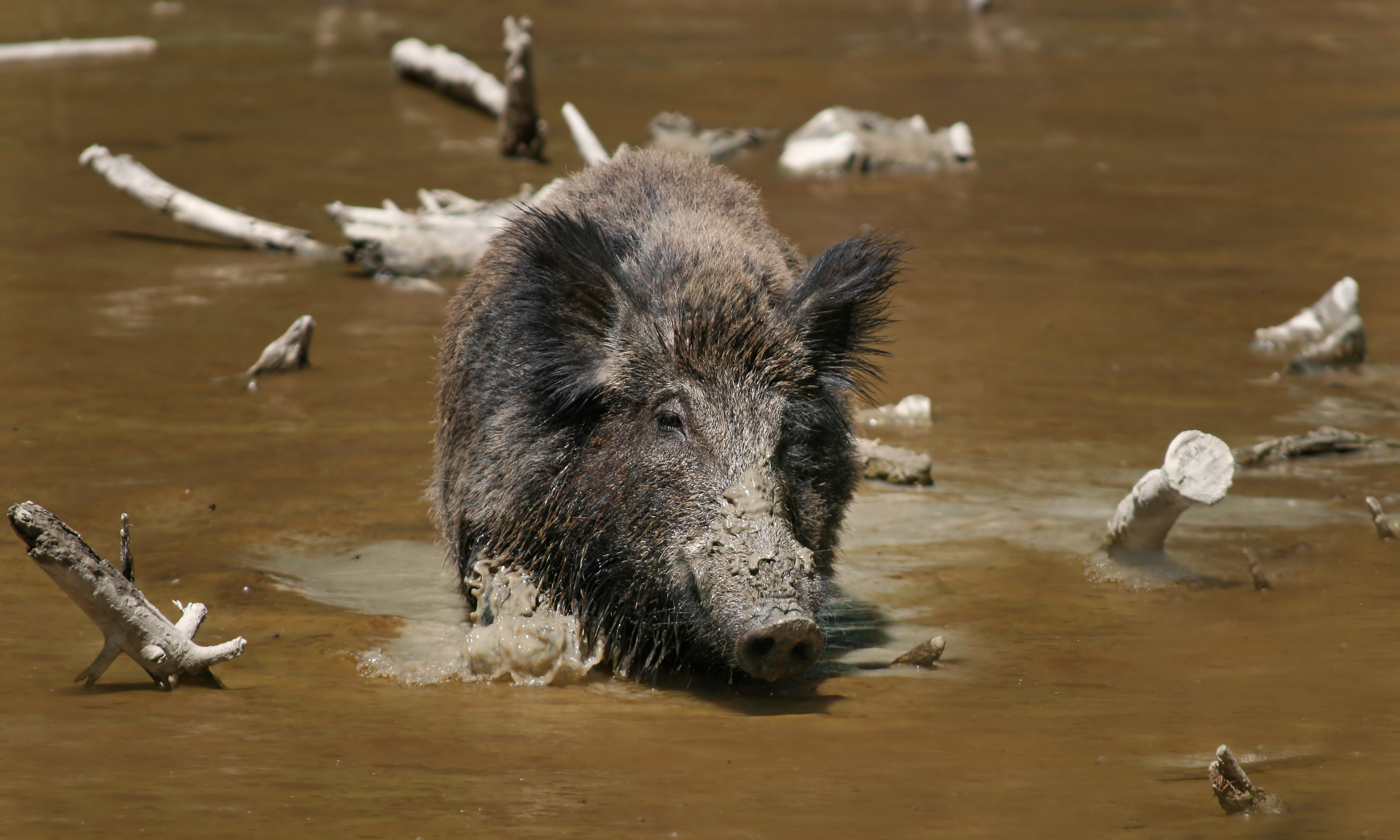
Probablement pour se protéger des parasites et parfois se rafraîchir, le sanglier apprécie de se rouler ou de se baigner dans la boue, dans une « souille ».

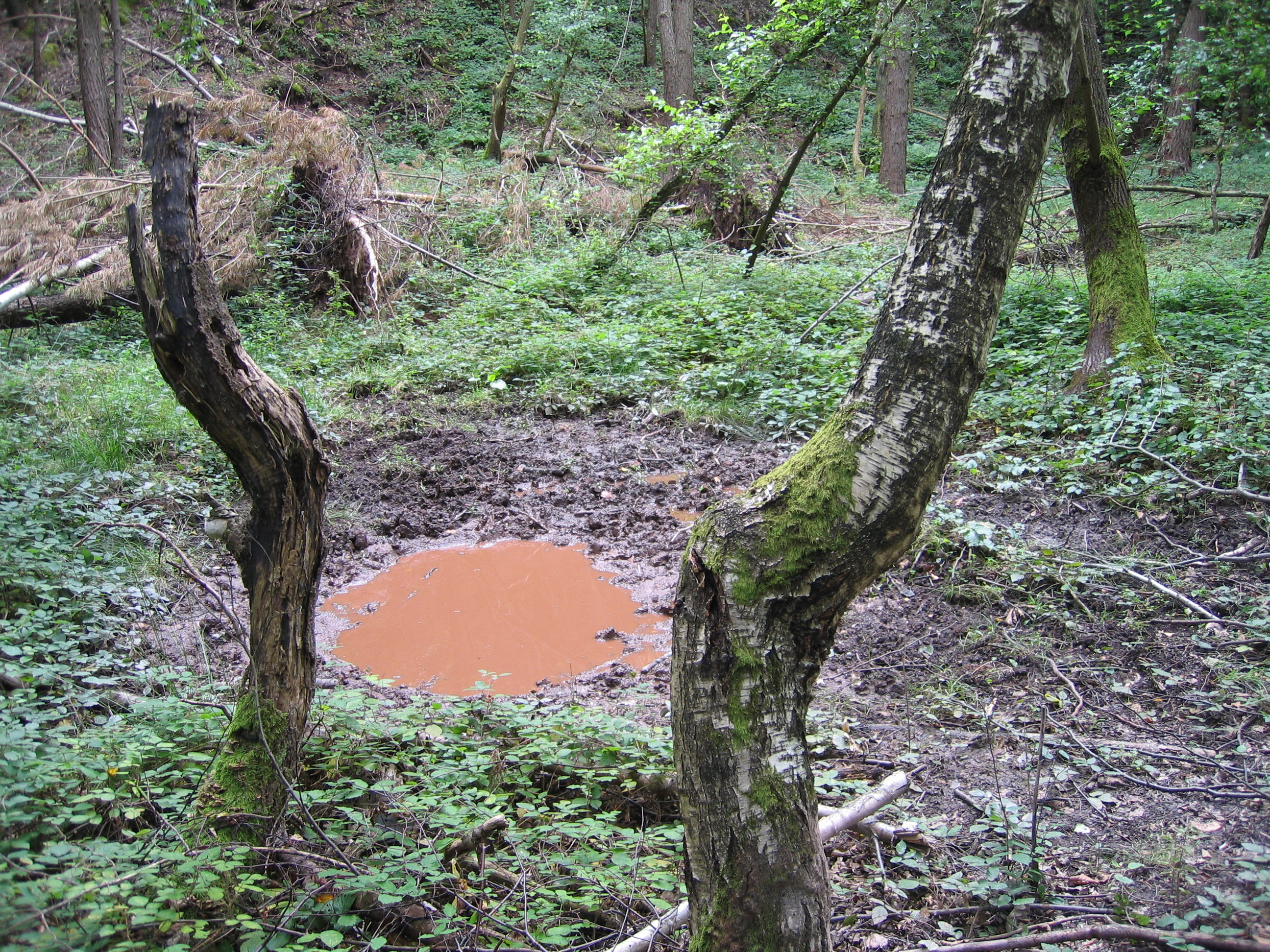
Souille de sanglier.

Le sanglier est essentiellement nocturne (une évolution peut-être due à la présence humaine). Il est plutôt sédentaire et apparemment attaché à son territoire quand il est entouré d'obstacles, mais dans un milieu qui lui convient, il peut parcourir plusieurs dizaines de kilomètres dans la nuit et son aire vitale peut atteindre de 100 hectares à plus de 1 000 ha,. Il sélectionne ses habitats selon la saison, l'heure du jour ou de la nuit et ses besoins alimentaires.
Régulièrement, le sanglier se vautre dans la boue (wallowing), dans des lieux appelés « souilles », et se frotte avec insistance contre les troncs d'arbres avoisinants pour se débarrasser d'un certain nombre de parasites, réguler sa température corporelle et marquer son territoire. Il dort dans de petites dépressions du sol, sèches, bien dissimulées, nommées « bauges ».
Les sangliers sont grégaires. Ils forment des troupes (ou bandes) autrefois appelées hardes ou à l'époque contemporaine compagnies, et dont la taille varie selon le lieu et la saison. Une compagnie compte d'ordinaire de six à vingt individus, quoique des troupes (ou bandes) de plus de cent individus aient déjà été observées. L'unité de base est un noyau composé d'une ou plusieurs laies (souvent 2 ou 3) et leurs dernières portées de marcassins, on dit que ces femelles sont suitées. La dynamique du groupe inclut l'isolement de la laie (pré)parturiente puis sa rentrée avec sa portée, l'entrée de laies nullipares ainsi que l'arrivée de mâles adultes avec le départ simultané d'individus subadultes. Les ragots (sangliers de deux à quatre ans) ferment la marche lors des déplacements, mais sont remplacés par des mâles plus âgés en période de rut. Les cortèges sont souvent bruyants, non seulement par le bruit lourd des pas, mais aussi par les grognements, cris, soufflements et reniflements. Cependant, les sangliers savent se montrer discrets et silencieux s'ils se sentent menacés.

#### Alimentation
Le sanglier, omnivore et volontiers fouisseur, consomme de très nombreuses parties d'un grand nombre de végétaux (tubercules, rhizomes fruits dont les glands et les noix, céréales, etc.), des champignons (dont champignons à fructification souterraine tels que truffe ou truffe du cerf) et de nombreux animaux (vers (vers de terre notamment), mollusques, insectes et leurs larves, petits mammifères, lissamphibiens, oiseaux et autres sauropsides) morts ou vivants. Son museau musclé muni d'un groin tactile terminé par un disque appelé boutoir, lui permet de fouiller efficacement le sol pour dénicher sa nourriture qu'il flaire grâce à son odorat développé. S'il est affamé, il est réputé pour pouvoir occasionnellement s'attaquer à un animal plus grand mourant, voire à une brebis en bonne santé, en particulier lors de la mise-bas. Il se montre volontiers nécrophage.

#### Déplacements

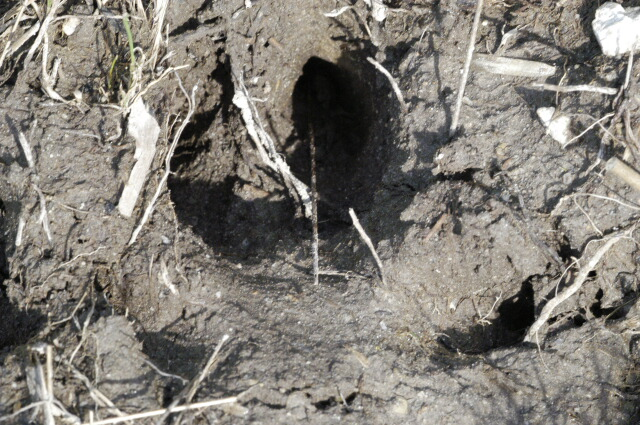
Trace de pattes dans la boue.

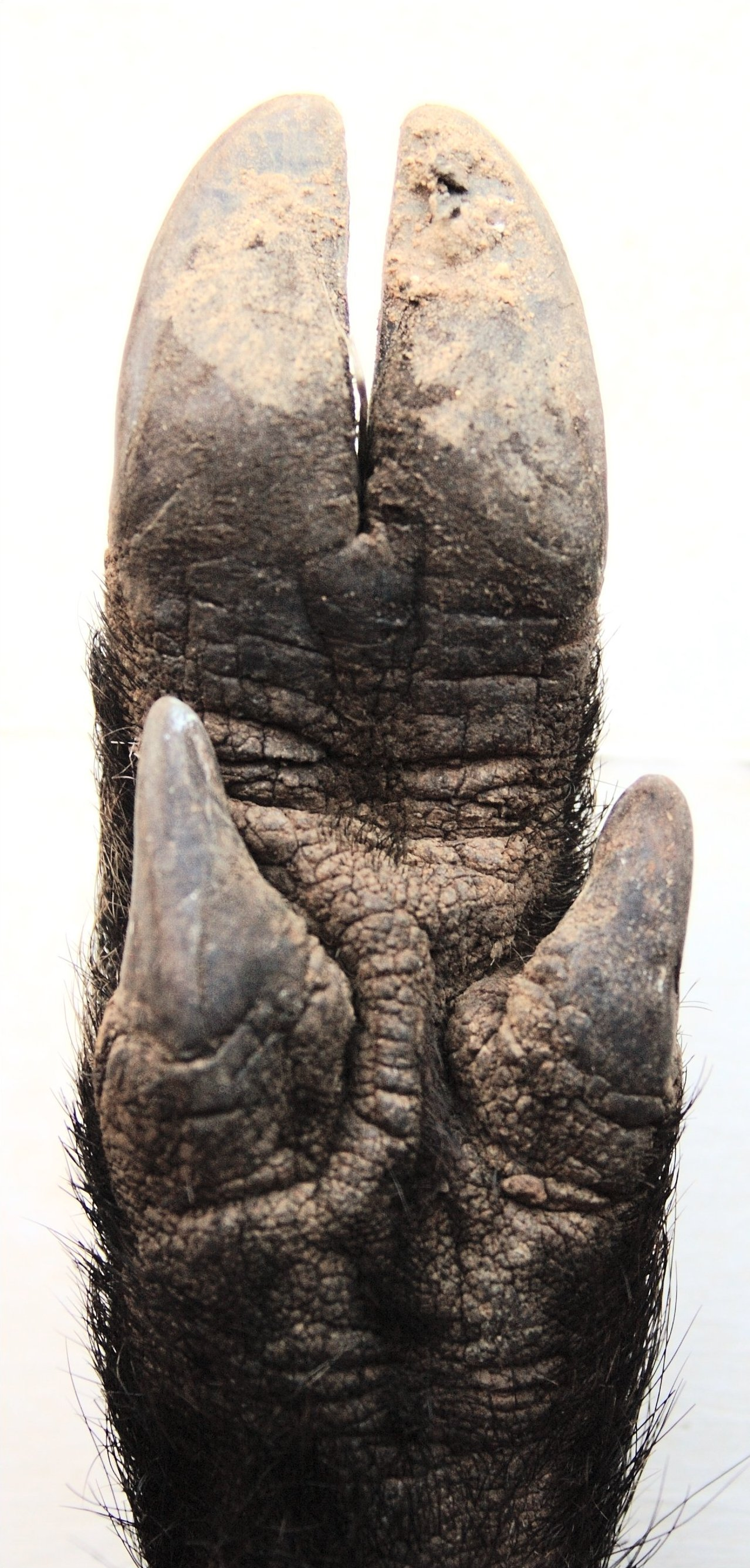
Patte vue de dessous.

À l'approche de l'humain, le sanglier prend généralement la fuite avant qu'on ne l'ait détecté et peut se montrer étonnamment agile et rapide. Une laie pressentant un danger pour ses marcassins peut se montrer dangereuse et charger, ou attaquer un chien, de même qu'un adulte blessé. Irrité, un sanglier claque violemment des dents ; on dit alors qu'il « casse la noisette ».
Les déplacements importants d'individus ou de groupes sont habituellement induits par le manque de nourriture ou d'eau, mais d'autres facteurs (croissants) existent : 1) le dérangement (surfréquentation des forêts par les promeneurs, chasseurs et cueilleurs de champignons, poursuite par les chiens non tenus en laisse, traque et battues de chasse, chantiers forestiers) ; 2) leur exclusion par l'engrillagement de parcelles qui leur étaient favorables, les constructions de lotissements en forêt ou en lisière de forêt, sur des prairies ou terres cultivées où ils se nourrissaient. Ils fuient aussi parfois les incendies de forêt.
Les sangliers peuvent ainsi, seuls ou en groupe, parcourir des distances très importantes, traverser des fleuves et des routes, ce qui occasionne de nombreuses collisions avec des véhicules. Néanmoins, les individus semblent généralement ensuite chercher à revenir sur leur territoire.
À certaines périodes de l'année, il est d'autant plus important de respecter la tranquillité du sanglier, afin de ne pas l'encourager à investir les cultures agricoles :
- 15 avril, période des semis de maïs ;
- mi-juin, période où les blés sont dits en lait (stade de maturation pendant lequel le sanglier raffole des épis) ;
- fin août à début octobre, car les champs de maïs sont d'immenses étendues où le sanglier va pouvoir trouver à la fois quiétude et nourriture en abondance.

À défaut, les agriculteurs subissent d'importants dégâts dans leurs récoltes.

#### Reproduction

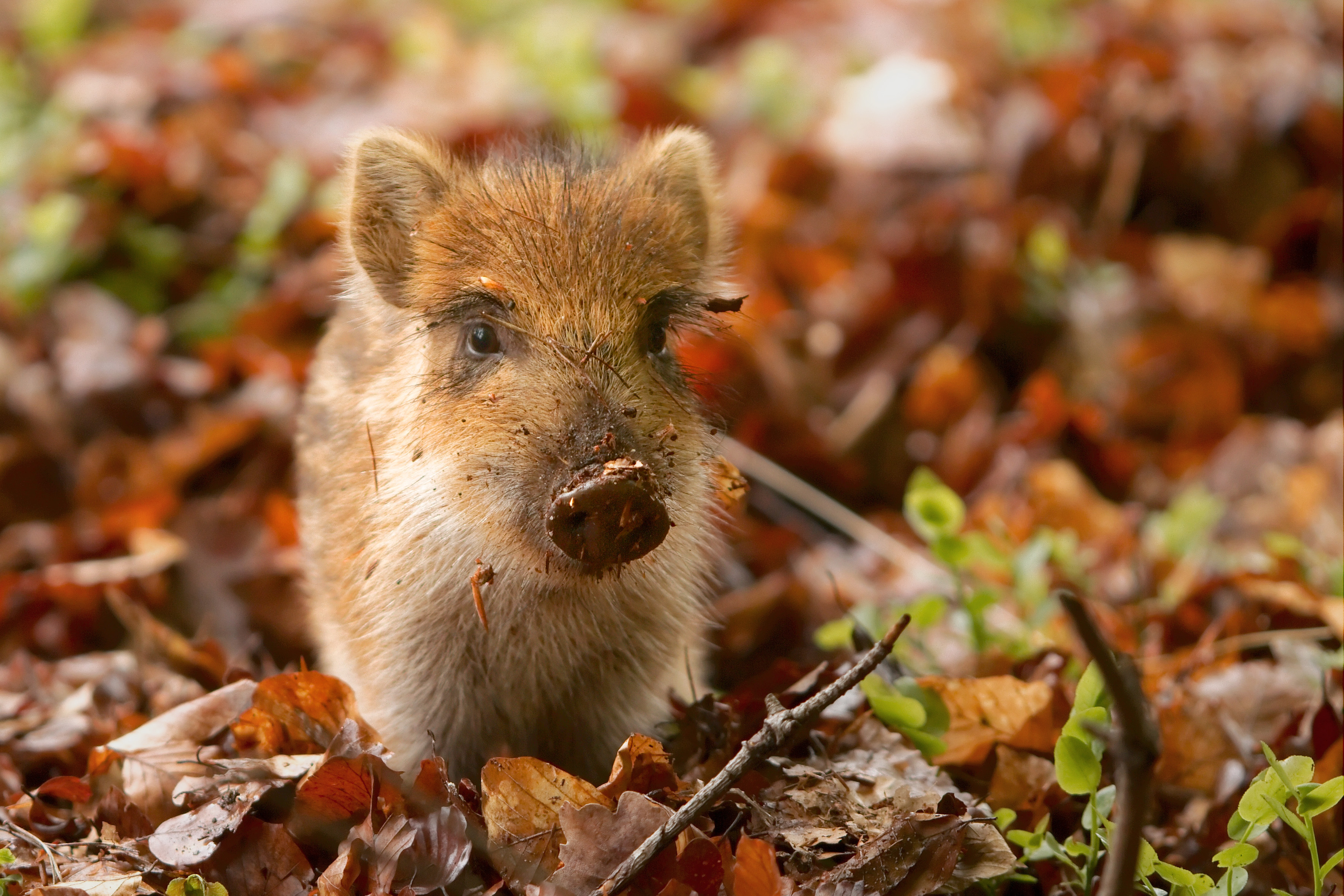
Un marcassin de face.

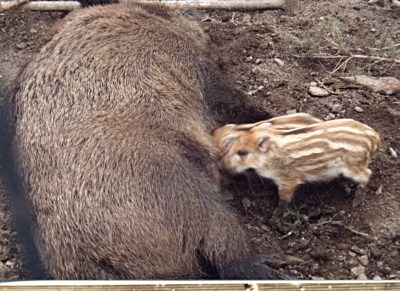
Laie et deux marcassins.

L'activité reproductrice du sanglier a tendance à être saisonnière et est corrélée à la disponibilité relative des principales denrées alimentaires ou est reliée à des facteurs climatiques .
Le rut s'étale d'octobre à janvier avec une activité importante dans les mois de novembre et décembre. Lors d'affrontements violents entre mâles, des blessures parfois importantes peuvent être occasionnées. La gestation dure 3 mois, 3 semaines et 3 jours (soit 114 à 116 jours), la laie met bas dans le chaudron (une excavation plus ou moins aménagée dans la végétation basse) de 2 à 10 marcassins aux yeux ouverts. Le nombre de petits est corrélé au poids initial de la femelle (40 kg : deux petits, 60 kg : quatre petits), mais dans le sud de la France, les populations de sangliers ont été recréées ou renforcées par des hybrides de cochon domestique dans le but d'augmenter la prolificité. L'allaitement dure 3 à 4 mois, mais les jeunes sont aptes à suivre la mère dans ses déplacements dès la fin de leur première semaine. Bien que capables de subvenir à leurs propres besoins vers l'âge de six mois, ils demeureront dans le groupe familial encore une ou deux années.

### Écologie

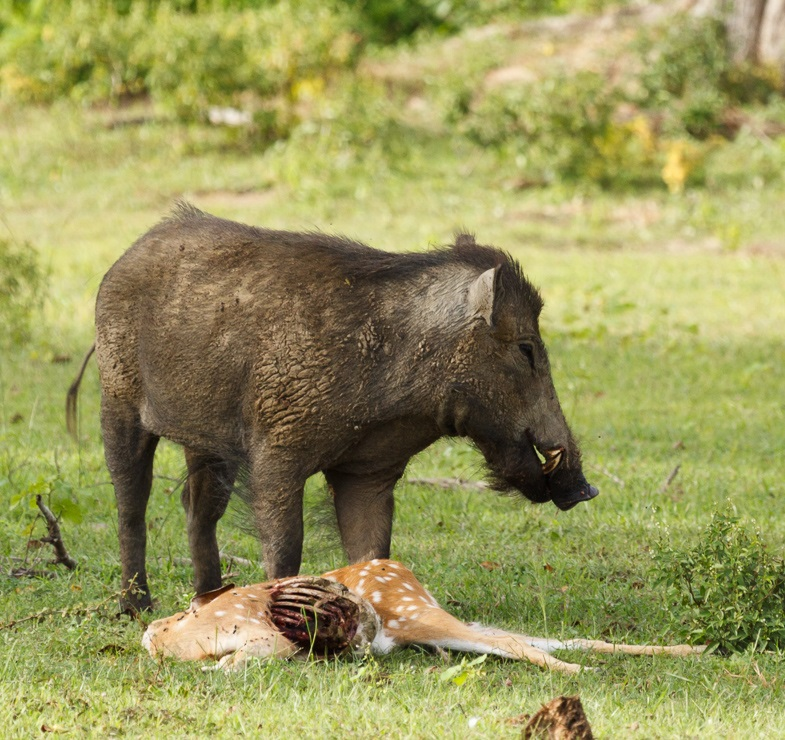
Comme les vautours, en consommant les cadavres, les sangliers (ici un sanglier d'Inde) jouent un rôle important d'assainisseurs. Mais à cette occasion, ils peuvent aussi se contaminer et bioaccumuler des produits toxiques, métaux lourds, radionucléides ou pesticides, par exemple.

Le sanglier remplit des fonctions complexes et importantes au sein des écosystèmes qu'il fréquente :
- en retournant les sols forestiers (bioturbation), il les aère et parfois les décolmate, avec des effets plutôt positifs ou plutôt négatifs selon les cas. Selon un suivi expérimental de 2 ans, il ne semble pas affecter la texture, le pH ni le taux d'azote ou de matière organique du sol qu'il retourne, mais il a un effet sur le taux de potassium[37] et de magnésium[37], sur l'activité microbienne et l'abondance d'arthropodes saprophages et de prédateurs qui diminuent dans les sols qu'il a retournés[37]. Son exclusion n'améliore pas le sol qui voit alors son activité microbienne diminuer, de même que sa teneur en carbone organique et en azote total, peut être grâce à ses apports en urine et excréments[37] ;
- en recherchant tubercules et champignons, il en diffuse aussi les spores, dont ceux des truffes et en particulier la truffe Elaphomyces granulatus (tout comme l'écureuil et quelques micromammifères fouisseurs consommant également ce champignon dont la fructification est totalement souterraine). Or ce champignon joue un rôle important dans la structure des sols et en matière de mycorhization ;

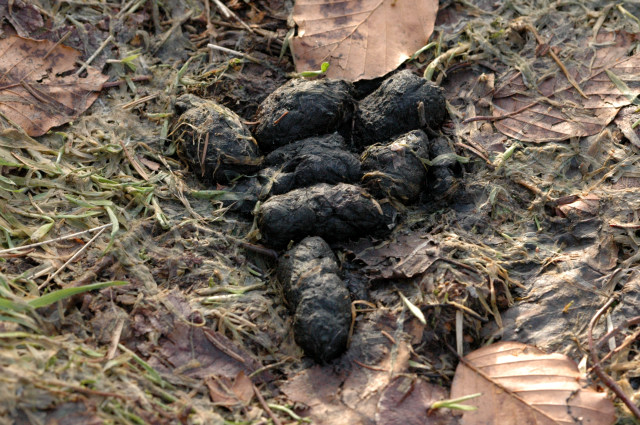
Excréments.

- quand le sanglier creuse sa souille et s'y roule, et quand il se frotte sur les gros troncs, il se débarrasse de ses parasites, mais il contribue aussi à disperser des spores et diaspores parfois enfouies il y a des décennies voire des siècles, et qui pour certaines ont conservé leurs propriétés germinatives dans la « banque de graines du sol ». Il facilite notamment la dispersion « épizoochorique » de diaspores de plantes vasculaires. En effet, le nombre moyen de graines viables ainsi que le nombre d'espèces de plantes sont plus élevés dans les échantillons de sol étudiés près des arbres où il se frotte que près des autres arbres[38], et certaines espèces ne sont pratiquement trouvées qu'au pied des arbres où il se frotte. Les diaspores crochues et hérissées, adaptées à l'épizoochorie, sont plus fréquentes, mais de nombreuses espèces à diaspores non spécialisées sont aussi exclusivement trouvées près des arbres de frottement[38]. Ces diaspores sont celles d'espèces forestières, mais aussi non forestières de milieux ouverts[38]. Les scientifiques ont aussi observé une accumulation de graines d'espèces bioindicatrices de milieux humides plus importante près des arbres de frottement, laissant supposer que les sangliers jouent un rôle important de dispersion directe d'espèces végétales des zones humides[38]. Ces résultats confirment des études antérieures sur les charges en diaspores du pelage et des sabots de sangliers abattus. Ils démontrent l'efficacité de la dispersion[38]. Les sangliers jouent donc un rôle dans la résilience écologique de la forêt après les chablis et incendies ou d'autres perturbations[38]. Un sanglier peut, lors de ses déplacements, en quelques heures, transporter et littéralement « semer » des graines jusqu'à des dizaines de kilomètres à la ronde (un sanglier peut parcourir 20 à 30 km en une seule nuit). Ces graines et spores entourées de boue et réchauffées au contact de son corps ont plus de chances de germer. Il en est de même pour les graines non digérées, rejetées avec ses excréments (endozoochorie). Ceci pourrait expliquer certains « patterns » locaux de végétation que la phytosociologie n'explique qu'incomplètement ;
- cependant, là où il est anormalement abondant, en raison de la disparition de ses prédateurs sauvages (lynx) et/ou à cause du nourrissage (alimentation artificielle) ou de plans de chasse qui l'ont trop favorisé, il semble — avec le chevreuil et parfois le cerf — jouer un rôle plutôt négatif (surpiétinement, surprédation et augmentation du nombre de tiques). Il occasionne en outre des dégâts dans les champs, les prairies et parfois les jardins en y mangeant et parfois en retournant profondément les sols (boutis).

### Habitat et répartition

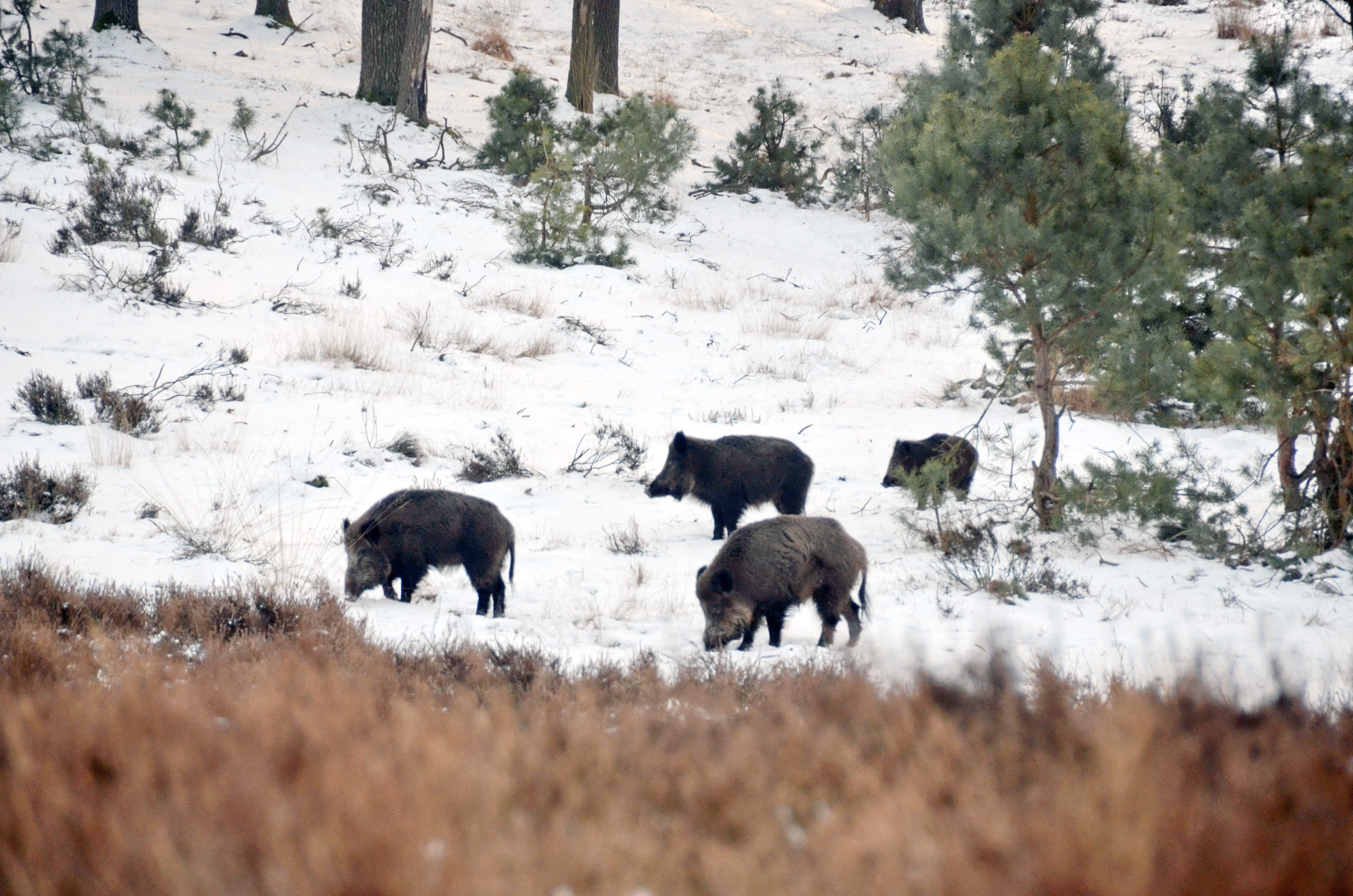
Sangliers dans la forêt, aux Pays-Bas.

Le sanglier affectionne particulièrement les zones arborées disposant de points d'eau. Cependant, il est relativement ubiquiste et on peut le rencontrer dans de nombreux autres types de milieux. Les landes sont par exemple des milieux très favorables pourvu qu'une strate arbustive même discontinue approche un mètre de haut. Il évite simplement les grandes zones trop à découvert.
Il est présent dans de nombreuses régions d'Europe (une partie du Danemark, des Pays-Bas, de Belgique, d'Italie, d'ex-Yougoslavie…) et d'Asie, ainsi qu'en Afrique du Nord. Il a disparu des Îles Britanniques.
Au moment de la chasse ou à d'autres périodes, des sangliers sont de plus en plus souvent observés en zone périurbaine, et plus rarement en centre-ville. Leur présence dans ces zones peut poser des problèmes sanitaires et de sécurité (routière notamment).
Ainsi, des compagnies de sangliers sont régulièrement observées sur les hauteurs de Barcelone et en périphérie de la ville. Et il y aurait à Berlin entre 5 000  et   8 000 sangliers périodiquement réfugiés ou vivant dans le réseau des espaces verts berlinois. En 2004, à Saint-Amand (Nord), un sanglier s'est réfugié 18 heures (avant d'être abattu par un chasseur) dans la cour intérieure de l'hôpital. En octobre 2011, le terrain de football de Metz-en-Couture est en partie « muloté » (retourné) par des sangliers. En novembre 2011 à Toulouse, une laie désorientée a erré plusieurs heures dans le centre historique de Toulouse, traversant la place du Capitole, avant de plonger dans le Canal du Midi face à la gare où elle a été abattue sur ordre du préfet, au lieu d'être sortie de l’eau et relâchée dans la nature, comme le réclamaient quelques témoins de la scène.
Tout comme l'ensemble du grand gibier (cerfs, chevreuils), une prolifération des sangliers est observée en Europe (augmentation de quatre ou cinq fois en moyenne par pays en vingt ans), et plus particulièrement en Allemagne, en Autriche, en Belgique, en Espagne, en France, en Italie, au Luxembourg, au Portugal et en Suisse, depuis les années 1980-1990,. Celle-ci entraîne une hausse des dégâts agricoles et forestiers, entravant par exemple le taux de renouvellement de la forêt, un risque de prolifération de maladies et l'augmentation du risque d'accidents de la route. Cette prolifération inquiète aussi certaines zones urbaines. Elle s'explique par une plus grande précocité reproductive, l'évolution des emblavements des cultures refuges, le changement climatique et une régulation déficiente par la prédation ou la chasse. En 2009, le ministre français de l'Écologie Jean-Louis Borloo lance un Plan national de maîtrise du sanglier. En 2022, le gouvernement italien autorise la chasse en zone urbaine.

#### Distribution géographique
Le sanglier, porc féral (redevenu sauvage) ou des croisements de porcs et sangliers ont été introduits (volontairement ou involontairement) dans plusieurs régions du monde et dans de nombreuses îles.
Ainsi en 1493, Christophe Colomb a importé huit porcs aux Antilles. Plusieurs importations ont eu lieu sur le continent américain dès le milieu du XVIe siècle par Hernán Cortés et Hernando de Soto, et au milieu du XVIIe siècle par le sieur de La Salle. Du sanglier eurasien « pur » a aussi été importé pour satisfaire la « chasse sportive » au début du XXe siècle. De vastes populations de sangliers se sont ainsi peu à peu formées en Australie, Argentine, Nouvelle-Zélande et l'Amérique du Nord et du Sud. Aux États-Unis, il y aurait environ 6 millions de porcs redevenus sauvages et dans la première décennie du XXIe siècle, des sangliers échappés de fermes d'élevage se sont rapidement reproduits au Canada en Alberta et en Saskatchewan ; des primes sont offertes pour les paires d'oreilles rapportées par les chasseurs.
Au Royaume-Uni où l'espèce avait probablement disparu au XIIIe siècle à la suite d'une chasse intensive, des échappés d'élevage et d'autres sangliers importés du continent pour satisfaire la chasse de loisir ont formé de nouvelles populations. D’autres pays d’Europe comme la Suède et l’Estonie ont été recolonisés .

## Classification et systématique
Le genre Sus appartient à la famille des Suidés, dans l'ordre des Artiodactyla ou des cétartiodactyles selon les classifications.

### Liste de synonymes
- Sus andamanensis Blyth, 1858
- Sus aruensis Rosenberg, 1878
- Sus babi Miller, 1906
- Sus ceramensis Rosenberg, 1878
- Sus enganus Lyon, 1916
- Sus floresianus Jentink, 1905
- Sus goramensis De Beaux, 1924
- Sus natunensis Miller, 1901
- Sus nicobaricus Miller, 1902
- Sus niger Finsch, 1886
- Sus papuensis Lesson et Garnot, 1826
- Sus ternatensis Rolleston, 1877
- Sus tuancus Lyon, 1916

### Liste des sous-espèces
Selon ITIS (14 septembre 2017) et Mammal Species of the World (version 3, 2005)  (14 septembre 2017) :
- Sus scrofa algira Loche, 1867
- Sus scrofa attila Thomas, 1912
- Sus scrofa cristatus Wagner, 1839
- Sus scrofa davidi Groves, 1981
- Sus scrofa leucomystax Temminck, 1842
- Sus scrofa libycus Gray, 1868
- Sus scrofa majori De Beaux & Festa, 1927
- Sus scrofa meridionalis Forsyth Major, 1882
- Sus scrofa moupinensis Milne-Edwards, 1871
- Sus scrofa nigripes Blanford, 1875
- Sus scrofa riukiuanus Kuroda, 1924
- Sus scrofa scrofa Linnaeus, 1758
- Sus scrofa sibiricus Staffe, 1922
- Sus scrofa taivanus (Swinhoe, 1863)
- Sus scrofa ussuricus Heude, 1888
- Sus scrofa vittatus Boie, 1828

## Le sanglier et l'humain

### Élevage
Depuis la préhistoire, le sanglier est l'origine de nombreuses espèces de porcs domestiques, dont la plupart ont disparu ou ne constituent plus que de faibles populations.
Au XXe siècle en Europe, des sangliers issus d'élevages (parfois croisés avec des porcs) ont été introduits dans l'environnement ou en enclos de chasse pour satisfaire les demandes des chasseurs de grand gibier et en France pour reconstituer des populations de sangliers mises à mal par une chasse intense au 18e siècle. Ils sont encore vendus pour garnir les enclos de chasse et les chasses commerciales en milieu ouvert qui se sont récemment multipliés, d'abord autorisés dérogatoirement, puis légalisés par la loi du 23 février 2005 qui a créé la notion d'établissements professionnels de chasse à caractère commercial,. Depuis 2006, en France, dans le cadre de l'approche « une seule santé » et afin de limiter les risques de consanguinité, de pollution génétique et de diffusion de maladies porcines ou zoonotiques, le demandeur d'une autorisation d'introduction de sanglier (dans la nature ou dans un enclos de chasse) doit notamment indiquer par écrit au préfet les mesures qu'il prend « pour garantir la pureté génétique et l'état sanitaire de ces animaux ».

### Chasse

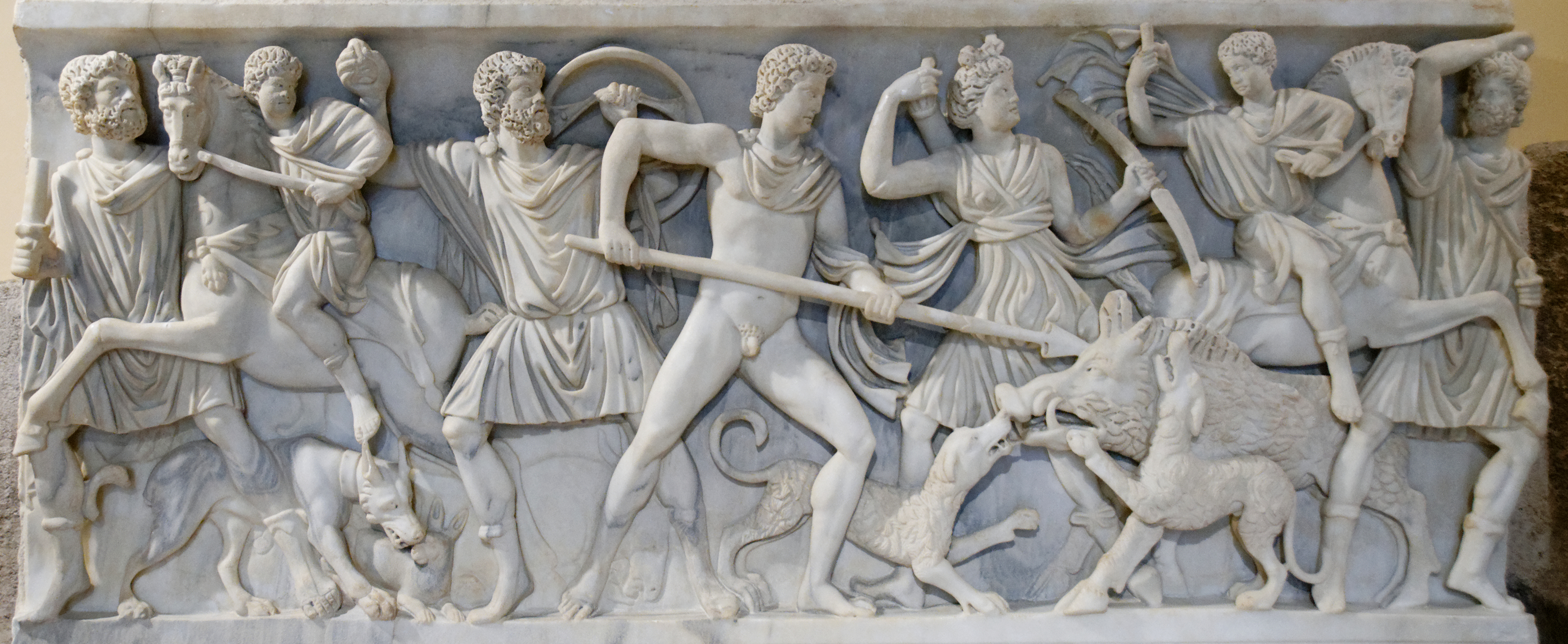
Scène de chasse au sanglier, au pieu avec l'aide de chiens, par le héros grec Méléagre en présence de la déesse Artémis.

C'est le grand mammifère chassé dont la population augmente le plus en Europe, à la suite des plans de chasse (les laies sont habituellement épargnées pour favoriser un accroissement de la population,,), mais aussi par l'agrainage abondamment pratiqué[réf. nécessaire], la déprise agricole au profit de la forêt et de la garrigue, la grande quantité de nourriture dans les champs exploités (notamment les vastes monocultures de maïs qui offrent un refuge aux hardes).
L'agrainage notamment lorsqu'il est réalisé, de façon linéaire (c'est-à-dire avec un petit épandeur tout en circulant le long d'un chemin), vise à disperser une quantité modérée de maïs grain (2 à 3 kg/100 ha de surface boisée) sur une distance, longue de plusieurs centaines de mètres. Il en résulte que les sangliers vont passer du temps à ramasser les grains ; temps pendant lequel la nuit va passer en grande partie, les amenant aussi à trouver d'autres fruits forestiers et, leur éviter ainsi de se rendre dans les cultures agricoles, aux alentours des forêts.
L'agrainage est, par exemple, interdit à moins de 250 m de toute surface agricole (y compris zone d'habitations) dans le département de la Moselle depuis plusieurs années.
| 1973   | 1977   | 1987    | 1997     | 2007    | 2008    | 2012-2013       | 2019    |
| ------ | ------ | ------- | -------- | ------- | ------- | --------------- | ------- |
| 36 000 | 60 000 | 100 000 | >300 000 | 466 352 | 522 174 | près de 600 000 | 747 000 |

## Capture
Outre le piégeage individuel qui existe probablement depuis longtemps, des méthodes simples et efficaces de piégeage de compagnies entières ont été développées, pour des raisons scientifiques notamment. La capture dans un corral, ou par filet nécessite des moyens importants en personnel, alors que la capture en cages en nécessite moins. Selon l'ONCFS (publication de 1994, faite après 3 ans d'études et d'essais), le piégeage nocturne à vue, tel que testé à Puéchabon (c'est sur un site d'agrainage éclairé), s'avère plus efficace que le piégeage automatique. Le sanglier semble peu gêné par l'éclairage. L'utilisation de somnifères et de téléanesthésie est également possible (moins de blessure et de stress pour l'animal).

## Pullulations et leurs effets

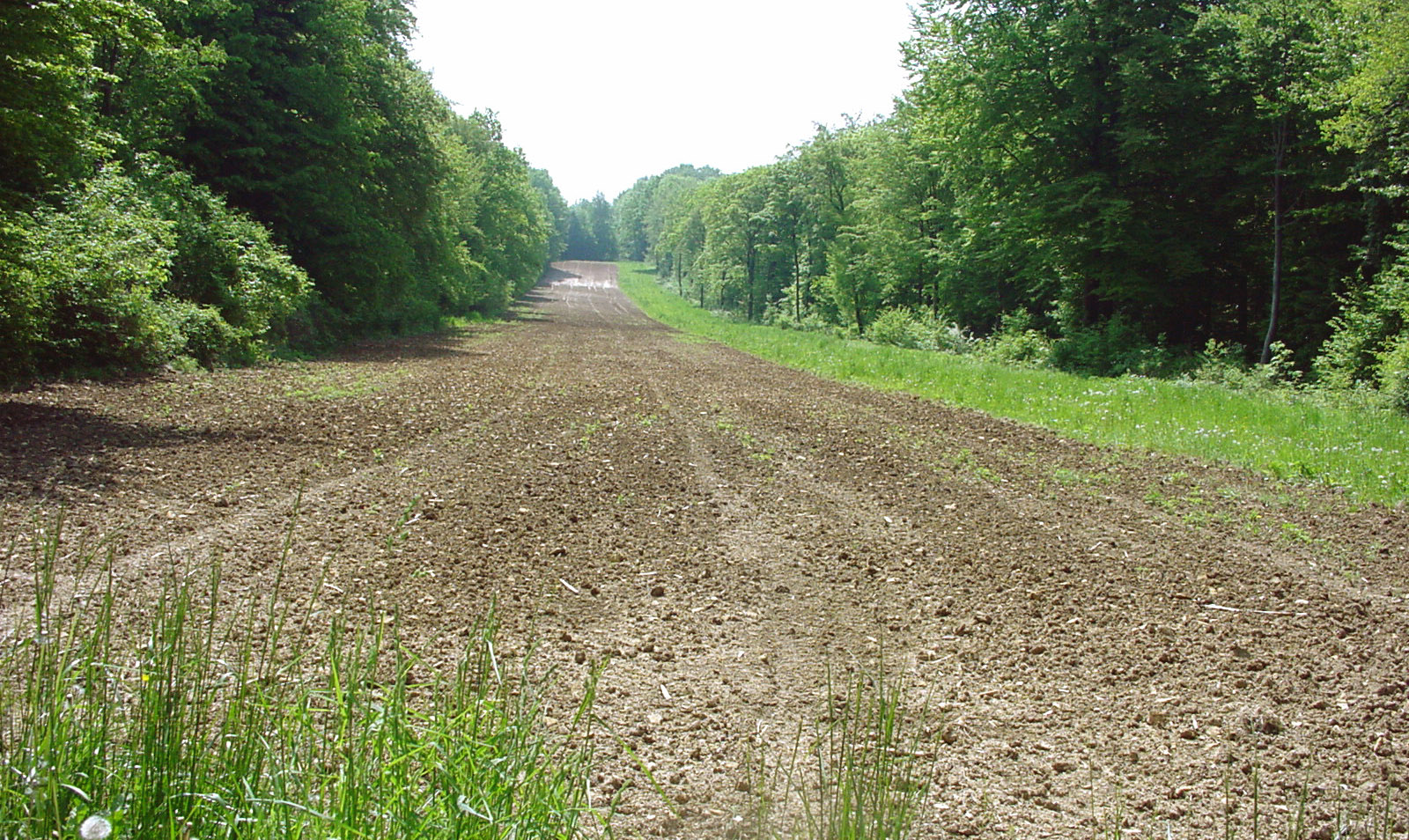
Exemple de parcelle de « culture cynégétique » intra-forestière, dans une forêt de guerre de l'ancienne zone rouge près de Verdun. Ces cultures appétentes encouragent les sangliers à rester en forêt, ce qui limite les dégâts du gibier en périphérie. Mais cela contribue aussi aux phénomènes de surpopulations de sangliers et de cervidés.

En France, des années durant, dans un objectif productiviste et de « gestion cynégétique » du sanglier, les chasseurs de grand-gibier ont lâché dans la nature et nourri, des sangliers et « cochongliers » (issus de croisement en captivité avec des porcs (une pratique désormais interdite) et particulièrement prolifiques). Selon Marc Giraud, porte-parole de l’Association pour la protection des animaux sauvages : « La première cause de prolifération des sangliers, ce sont les chasseurs. Ça pour trois raisons. D'abord, au cours des siècles, ils ont fait disparaître leurs prédateurs. Ensuite, ils les ont élevés pendant des années, à partir des années 1970. Enfin, aujourd'hui encore [en 2020], ils les agrainent. Ils disposent des grains pour attirer les sangliers et les nourrir. L'agrainage, ça fait exploser les populations de sangliers, il faudrait arrêter totalement l'agrainage en France ». Le naturaliste et militant anti-chasse Pierre Rigaux souligne que « le nombre faramineux de sangliers abattus chaque année est la conséquence mal maîtrisée d’une volonté politique et historique de disposer d’une abondance d’animaux à tuer, résume l’écologue. Les chasseurs ont maintenant le beau rôle, celui de régulateurs de sangliers, justifiant plus largement dans l’inconscient collectif leur rôle de régulateur de la faune sauvage. Nicolas Rivet, directeur général de la Fédération nationale des chasseurs, met en cause d'autres facteurs : « Il y a eu le développement de cultures et la généralisation de cultures qui sont particulièrement propices aux sangliers, où ils trouvent tout ce qu'il faut pour se nourrir. Enfin, le sanglier est une espèce qui s'est remarquablement adaptée au réchauffement climatique avec des hivers peu rigoureux, une nourriture abondante, une mortalité des jeunes très basse. Aujourd'hui, on se retrouve avec souvent trois portées en deux ans ». Des parcelles introforestières de cultures cynégétiques ont exacerbé le phénomène.
Les chasseurs le chassent à l'affût, ou organisent des battues pour en prélever et réduire leur nombre : depuis les années 2010, ils tuent environ 500 000 sangliers par an, y compris hors de la saison de la chasse, soit quatre fois plus qu’il y a vingt ans (la Fédération nationale des chasseurs estimant que leur population est de 1 à 1,5 million d'individus) et ils sont désormais classés « nuisibles » dans nombre de départements.
Le sanglier sauvage avait disparu en Grande-Bretagne et en Irlande au XVIIe siècle, mais des individus d'élevage échappés des enclos de ferme ont récemment été repérés à travers le Weald.
À Berlin, leur population est estimée entre 5 000  et   8 000 individus, et plus de 500 bêtes ont été abattues entre avril et novembre 2008 à l'initiative de la municipalité.
Il a fait l'objet de réintroductions en France, en Égypte et plusieurs études ont étudié les possibilités de réintroduction au Royaume-Uni (en Écosse notamment dont pour évaluer le nombre minimal de sanglier à introduire pour avoir une population viable à long terme (« Minimum viable population » ou MVP pour les anglophones) et pour savoir s'il existait encore en Écosse, région fortement déforestée, des boisements assez grands pour abriter une telle population.
En France, à la suite d'une augmentation de population dépassant nettement les prélèvements, et pour limiter les coûts des dégâts du gibier (indemnisations aux agriculteurs passées de 20 à 30 millions d'euros par an entre 2000 et 2010 en raison notamment du doublement du prix des céréales), pour limiter certains risques sanitaires (bien que rares) (risque de « retour » de certaines zoonoses transmissibles entre animaux sauvages et d'élevage ou à l'humain), un plan national de maîtrise du sanglier a été mis en place en 2009, sur tout le territoire avec 13 mesures (à appliquer dans chaque département) pour en limiter la prolifération puis en maîtriser les populations. L'agrainage du sanglier pourrait aussi être interdit, sauf cas particulier.
747 000 sangliers étaient abattus en France en 2019, contre 36 000 en 1973.

### Consommation de sa viande
Le sanglier est apprécié en venaison pour sa chair goûteuse et peu grasse. À l'instar du porc, tout se mange dans un sanglier. Certains bouchers et charcutiers produisent du jambon fumé de sanglier, notamment en Ardenne belge.
Sur la base d'une compilation de 144 206 résultats d'analyses de plomb dans les aliments recueillis en Europe durant neuf ans, l'AESA notait en 2012 qu'alors que la plupart des aliments ont un taux de plomb qui a diminué, la viande de sanglier (avec celle du faisan et divers abats d'autres espèces gibier) reste préoccupante en termes de teneur en plomb (teneur moyenne de 1143 μg/kg, soit environ 100 fois plus élevée que la viande de porc/porcelet (11 μg/kg en moyenne), et 1 600 fois la dose moyenne ingérée par jour par un européen moyen (0.68 µg/kg/jour/personne). Un échantillon de viande de sanglier sauvage a culminé à 232 000 μg/kg, le record pour près de 145 000 analyses parmi 734 catégories d'aliments consommés en Europe. Ces teneurs très élevées en plomb peuvent être dues au caractère nécrophage du sanglier, son goût pour les champignons (dont certains bioconcentrent très bien le plomb, notamment dans certaines forêts de guerre où le plomb des munitions fait partie des séquelles laissées par les conflits armés), mais les résidus de plomb laissés par les munitions qui ont servi à le tuer sont aussi en cause.
En Pologne, les sangliers sauvages (qui sont de grands consommateurs de champignons ; y compris souterrains comme la truffe du cerf) présentent parmi tous les animaux-gibier et non-gibier consommés les taux les plus élevés de mercure dans leurs muscles, mais de manière générale, de 2009 à 2018, on observe une tendance à la baisse depuis l'interdiction du mercure dans de nombreux usages. Lazarus et al. en 2014 avaient aussi trouvé des taux très élevés de mercure dans la chair de cerfs sauvages en Croatie (3.71 mg/kg de muscle, pour la période 2002-2008)

### Autres utilisations
Les défenses, en ivoire, matériau dur, étaient utilisés pour réaliser des casques en défense de sanglier par la Civilisation minoenne.
En raison de la taille de leurs dents, les amateurs considèrent que les plus beaux trophées proviennent des mâles les plus âgés.

### Accidents, collisions avec véhicules
En France, de 1984 à 1986 (en 3 ans), il y avait eu 11 055 collisions avec animaux sauvages (phénomène dit de roadkill) déclarées (un peu moins de 4 000/an), ayant fait 75 blessés.

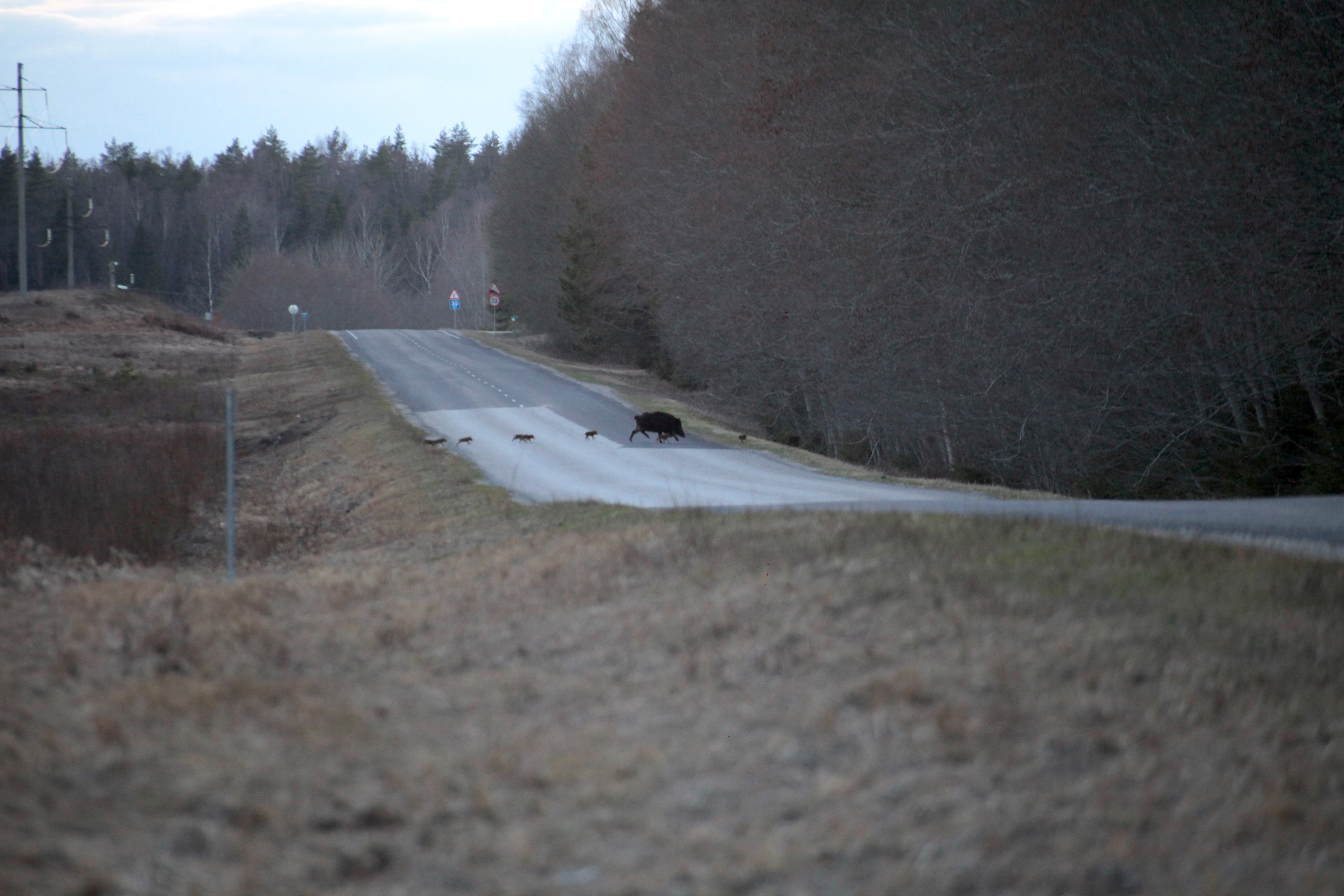
Une laie accompagnée de ses marcassins traversant une route lors d'un moment d'accalmie près de Vetla, en Estonie.

En 1993-94, pour 25 départements étudiés, on a constaté un triplement du nombre de collisions (par rapport au précédent recensement), sur des routes départementales le plus souvent, mais avec une augmentation préoccupante sur les autoroutes (de 6,8 % en 1984-86, 18,3 % en 1993-94). Le sanglier est en cause dans 1/3 des cas environ, derrière le chevreuil (75 % des collisions, en forêt presque toujours) avec selon les statistiques de la police et gendarmerie pour 2008-2010 : 500 accidents corporels dus à animal sauvage (+/-170/an), 35 tués (+/-12/an), 350 hospitalisations (+/-115 par an) et 200 blessés légers (65 par an). Depuis 2003, le fonds de garantie (n'indemnisant originellement que les victimes d’accidents de la circulation dont les auteurs sont non-assurés ou non-identifiés) intervient. En 2008 il y eut près de 35 000 collisions déclarées, dont plus de 60 % par du grand gibier (36 % sangliers, 17 % chevreuils, 8 % cerfs), pour 16 millions d'euros de dégâts réglés par les assureurs. En 2009, le fonds de garantie a été déchargé de sa mission d’indemnisation au profit d'un règlement des dommages par les assurances et risques assurables.

### Aspects sanitaires et écoépidémiologiques
De manière générale, une « surpopulation » de sangliers peut augmenter certains risques pour les élevages porcins proches, mais aussi pour la santé humaine, dont via des virus grippaux porcins, et peut-être celui de la grippe aviaire[réf. nécessaire] ou assurément via la maladie de Lyme, la peste porcine, la peste africaine, la maladie d'Aujeszky (aussi dite « pseudo-rage ») ou diverses parasitoses dues à des nématodes Metastrongylus, la trichinose (affection dont l'augmentation est liée au nombre de sangliers), ou encore via une augmentation du risque d'accidents de la route, avec des dégâts matériels importants, des blessures corporelles voire pertes en vies humaines.
Les « pullulations » locales de sanglier, peuvent être source de risque épidémique, y compris aux États-Unis où des sangliers introduits à partir de l'Europe (dès les années 1500) comme gibier ont localement proliféré, notamment là où ils se sont croisés avec des porcs domestiques (ils seraient au moins 4 millions dans 39 États du pays, surtout en Californie, au Texas et dans le Sud-Est du pays). Une étude publiée en 2011, confirmant d'autres études faites au Texas ou dans d'autres États a montré que les risques d'exposition aux parasites Toxoplasma gondii et Trichinella (trouvés dans le sang de 83 sangliers sauvages tués en Caroline du Nord de 2007 et 2009) augmente alors que ces deux parasites (ici trouvés pour la première fois chez des sangliers) avaient été éliminés des élevages de porcs. Ces parasites ingérés provoquent des symptômes pouvant être confondus avec ceux de la grippe, mais T. Gondii est dangereux pour la femme enceinte et les personnes ayant un système immunitaire affaibli (C'est une cause majeure de décès pour cause de maladie d'origine alimentaire aux États-Unis). Trichinella peut produire des symptômes légers à sévères, avec dans le pire des cas des problèmes cardiaques potentiellement mortels et de graves problèmes respiratoires selon les CDC. Même dans les cas modérés, la fatigue, un état de faiblesse et des diarrhées peuvent durer des mois.
Omnivore et nécrophage à l'odorat fin, le sanglier a aussi un rôle sanitaire : il détecte et élimine rapidement les cadavres de nombreux petits et gros animaux, même cachés, en évitant qu'ils contaminent les eaux superficielles par des pathogènes ou toxines (botuliques notamment, auxquelles il se montre très résistant). Pour cette raison, c'est une espèce qui – bien que non située en bout de chaîne alimentaire – peut fortement bioconcentrer certains toxiques et polluants (via les cadavres qu'il mange ou via les champignons basidiomycètes et souterrains contaminés (dont par des radionucléides, après Tchernobyl par exemple) qu'il consomme en grande quantité).
Selon Fernández et al., au-delà des considérations empiriques, les risques zoonotique, sanitaire pour les élevages et écoépidémiologiques devraient être mieux pris en compte lors des opérations de translocation ou de réintroduction

#### Sangliers et radioactivité

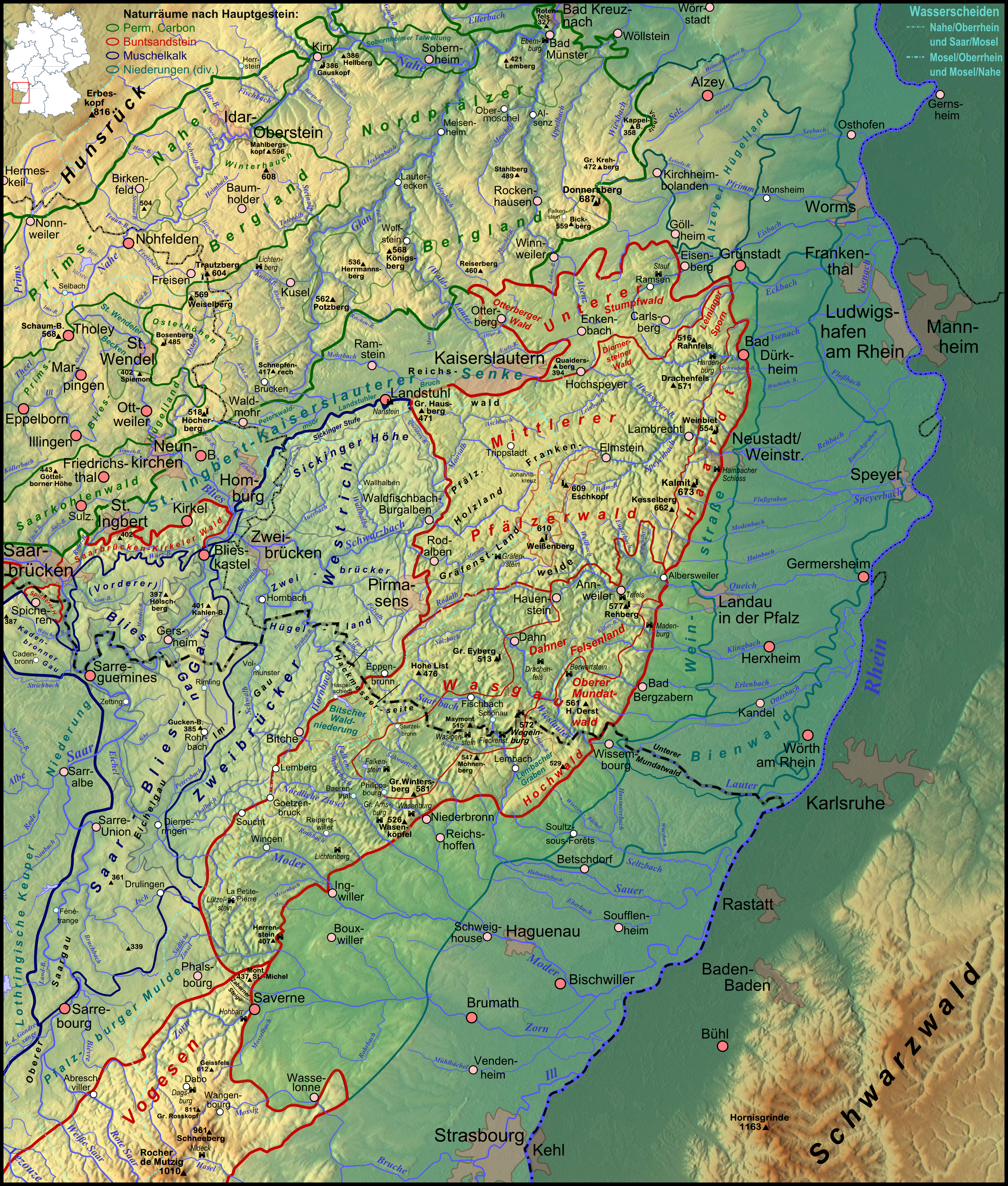
En raison du couvert forestier et de la pluviométrie lors du passage du nuage de Tchernobyl, c'est dans le S-O de l'Allemagne dans le parc naturel Pfälzerwald (qui se prolonge en France avec la Réserve de biosphère transfrontalière des Vosges du Nord-Pfälzerwald) que les sangliers radioactifs au-dessus des normes ont été trouvés les plus nombreux (voir carte ci-dessous).

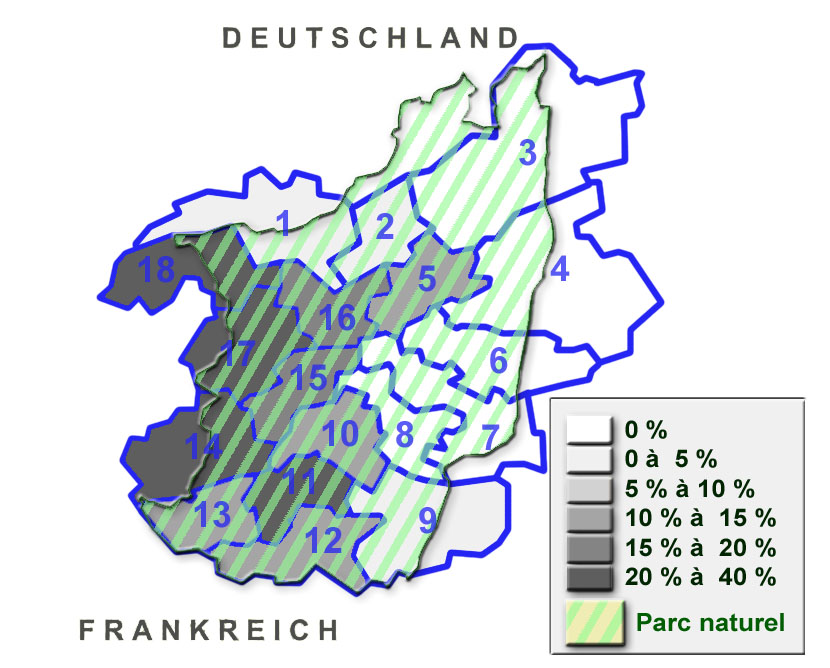
Répartition spatiale des proportions de dépassements de la norme pour le césium dans la viande (muscle) de sangliers chassés en forêt du Palatinat, janvier 2001-février 2002 (n=2131 sangliers, sans marcassins), par districts forestiers (numérotés). Un gradient est-ouest caractérise les résultats de l'étude : plus on s'approche du Luxembourg et de la Belgique, plus le risque qu’un sanglier soit radioactif au-dessus des normes de consommation alimentaire est élevé,.

Les sangliers ne sont pas situés en fin de la chaîne alimentaire. Mais en tant qu'animaux fouisseurs omnivores, nécrophages et mycophages ils sont vulnérables à certains polluants ; ainsi de l'hydrogène sulfuré a tué, au cours de l'été 2011, 36 sangliers (pour un seul ragondin) sur une zone de marées vertes en Bretagne.
Ils sont également impliqués dans la remise au jour et la bioconcentration de certains radionucléides. Ainsi, sur les zones touchées par les retombées de la catastrophe de Tchernobyl, l'iode radioactif en raison de sa courte période radioactive, a rapidement disparu de l'environnement, mais les sangliers ont continué à accumuler du césium 137, à partir de leurs aliments.
Or, ce cation est radiologiquement et chimiquement toxique, très soluble dans le bol alimentaire et traverse facilement la barrière intestinale au niveau du petit intestin d'où il gagne facilement toutes les parties du corps (comme s'il avait été inhalé),.
C'est en Allemagne que la contamination des sangliers par le césium 137 semble avoir été le mieux détectée, étudiée et traitée (pour ce qui est du nombre d'animaux analysés, du suivi et des précautions prises).

## Le sanglier dans la culture

### Mythes et symboles

#### Préhistoire
Bien qu'assez peu représenté sur les peintures et gravures rupestres, on sait par les archéologues que le sanglier était chassé durant la Préhistoire. Il est possible qu'il ait dans les derniers millénaires, alors que se développaient les populations humaines de chasseurs-cueilleurs, profité du recul des grands prédateurs tels que le lion des cavernes, le tigre à dents de sabre et l'ours des cavernes.

#### Chez les Indo-Européens
Chez les Indo-Européens, le sanglier symbolise la caste sacerdotale tandis que l’ours correspond à la caste guerrière.
Le sanglier est le troisième Avatar (descente, incarnation) du dieu Vishnou, Varaha, chargé de sauver la déesse Terre (son épouse) d'un démon des eaux d'un déluge. C'est donc un animal particulièrement sacré en Inde.

##### Chez les Celtes
La symbolique du sanglier est très riche chez les Celtes mais également présente, et de façon généralisée dans les mythes indo-européens : la Grèce mycénienne, l'Inde védique, chez les Germains laissant imaginer une origine commune.
Il représente la force et le courage mais aussi la connaissance et a un rapport avec l'au-delà.
Les Celtes le considèrent comme un animal sacré. Des têtes de sanglier ornent les armes et sa viande accompagne les défunts dans leur dernier voyage. Son rôle est à rapprocher de celui du taureau dans les mythologies des origines de l'Europe. Le sanglier est donc l'attribut des druides et certains se faisaient même appeler « sanglier ».

##### Chez les Grecs
Le quatrième des 12 travaux d'Hercule était de rapporter vivant le sanglier d'Érymanthe.

##### Évolution
En Occident, dans l'antiquité romaine, germano-gauloise et galloromaine, sa chasse semble avoir été particulièrement valorisée. Dans la religion celtique, il s'agissait de la nourriture des héros rassemblé chez les dieux.
L'animal était considéré comme courageux et fort et se battant jusqu'au bout. Le chasser devient un combat entre le guerrier et l'animal, un combat singulier où l'humain doit supporter les cris, les coups et l'odeur de la « bête ». Le vaincre était alors un exploit.
Ces qualités sont aussi reconnues chez les Romains comme chez les Germains, qui semblent avoir fait de la chasse au sanglier un rituel initiatique indispensable du guerrier pour devenir libre et adulte. Les Celtes en ont fait un gibier de rois et une chasse symbolique.

Le sanglier dans l'Antiquité
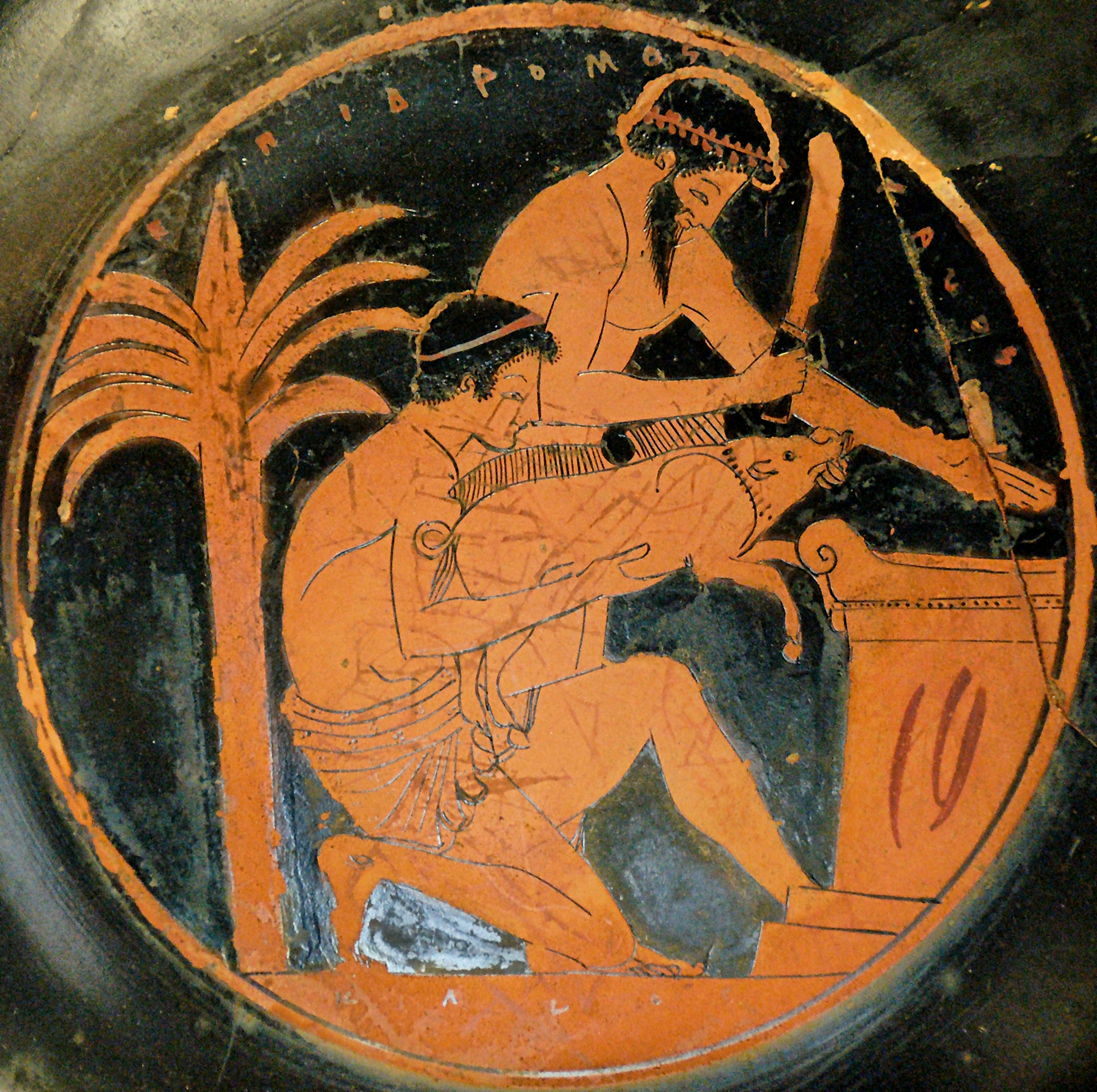
Sacrifice d'un sanglier, 510–500 av. J.-C., musée du Louvre.
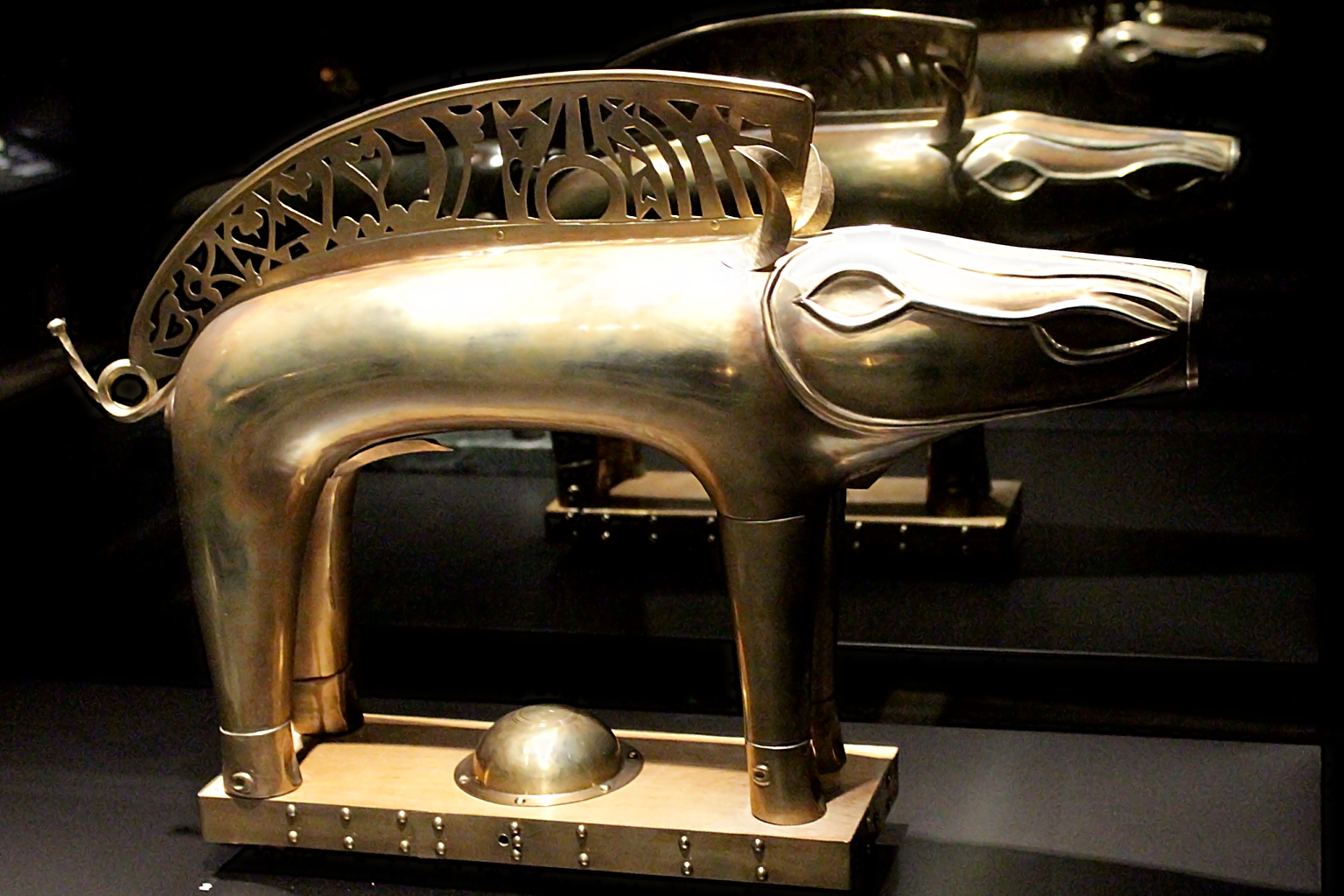
Reproduction du Sanglier-enseigne gaulois, découvert à Soulac-sur-Mer[98].
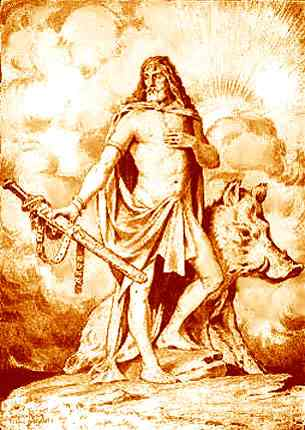
Le dieu scandinave Freyr, associé au sanglier.
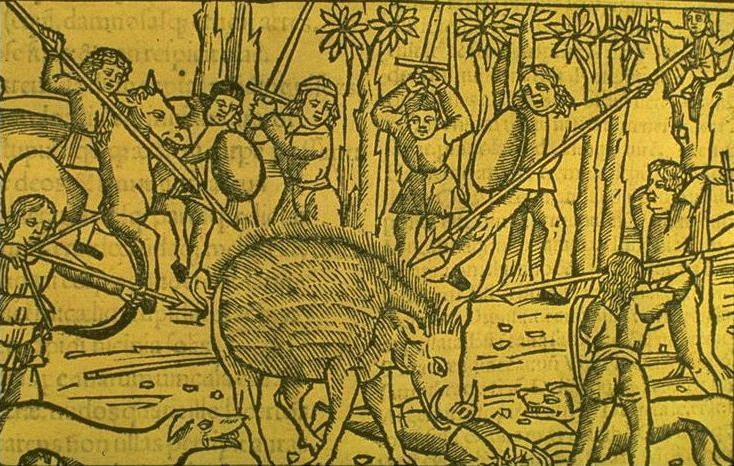
Gravure sur bois illustrant les Métamorphoses d'Ovide.
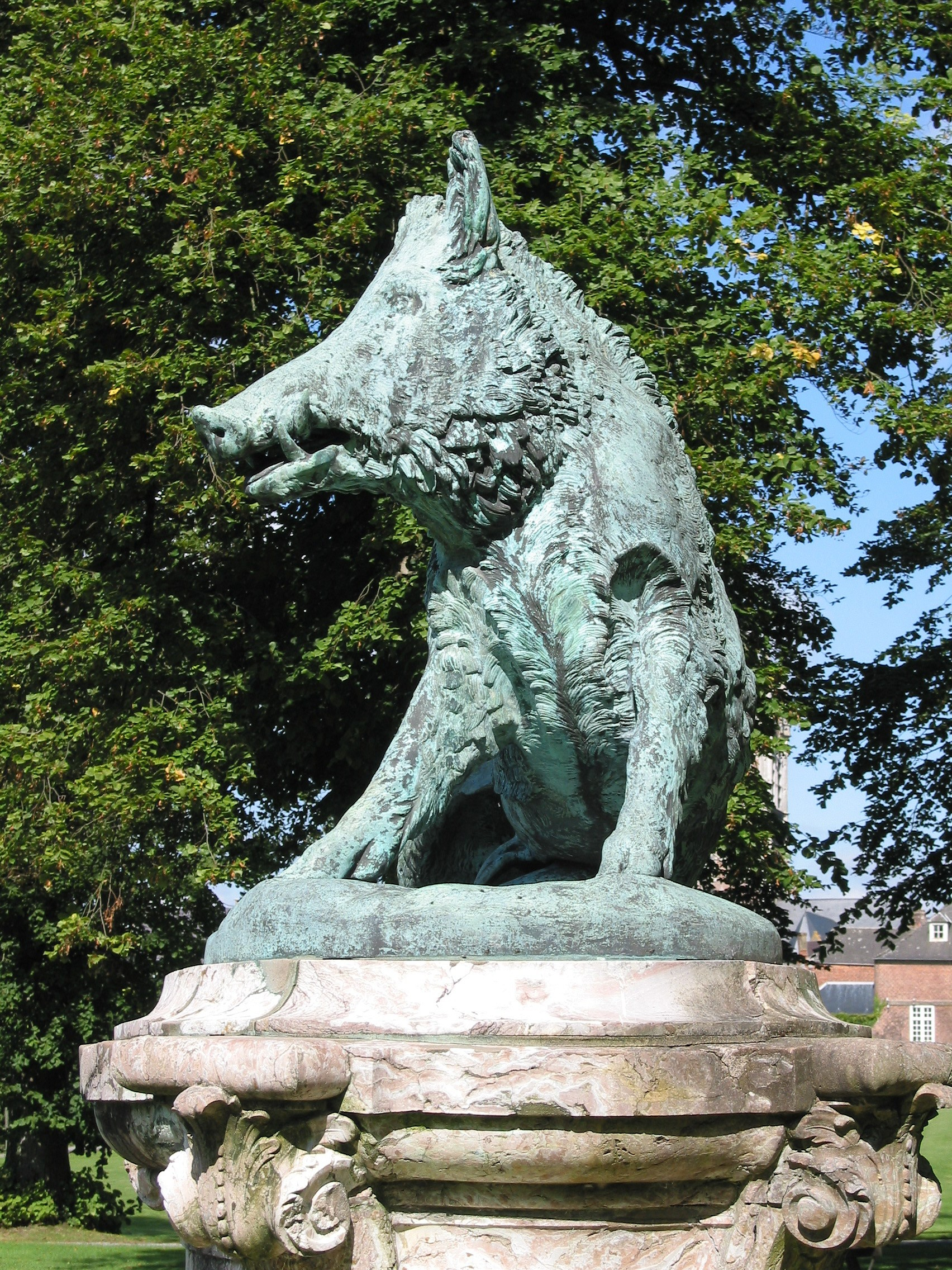
D'après une œuvre grecque antique (Enghien).

Cette tradition continue tout au long du Haut Moyen Âge, mais s'inverse aux alentours du XIIIe siècle, d'abord en France et en Angleterre puis en Italie et en Allemagne aux siècles suivants. Le sanglier et sa chasse sont progressivement dévalorisés.

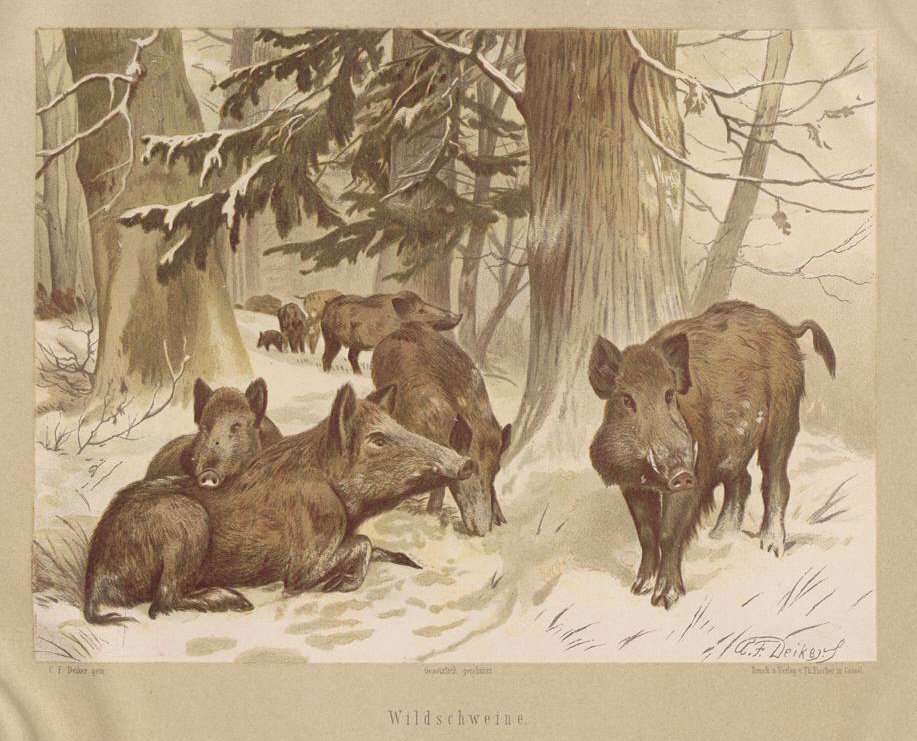
Sangliers dans la neige par Carl Friedrich Deiker (1875).

Le sanglier n'est plus le gibier des rois et des princes; il perd cette qualité au profit du cerf qui lui est opposé. L'une des raisons serait que la chasse au sanglier demandant peu d'espace, contrairement à la chasse au cerf, les grands seigneurs auraient alors « laissé » sa chasse aux seigneurs moins importants. La chasse au cerf serait devenue un moyen de se démarquer pour les seigneurs ayant des forêts assez vastes pour se la permettre.
L'autre raison principale de cette dévalorisation a été la « propagande » de l'Église. Les qualités du sanglier vantées à l'Antiquité en font, pour l'Église, l'animal des païens, voire l'animal du diable. L'Église va tourner toutes ses qualités en défauts, et sa force et son courage deviennent de la férocité. 
Le cerf, auquel elle l'oppose aussi, a lui toutes les vertus : c'est le Christ des animaux. Avec le temps, et plus récemment, la chasse au sanglier devient aussi le moyen de se débarrasser d'animaux dangereux qui abîment les cultures,.

#### Chez les Chinois
En astrologie chinoise, le sanglier est considéré comme un signe particulièrement auspicieux et un gage de loyauté.

### Dans la littérature
- L'écrivain allemand Ernst Jünger a écrit un court récit intitulé La Chasse au sanglier.
- Au livre III de l'Énéide de Virgile, un oracle d'Apollon annonce à Enée qu'il fondra sa ville là où il trouvera « […] une énorme laie blanche étendue sur le sol, et trente nouveau-nés, blancs comme leur mère, pressés autour de ses mamelles […][101]. »

### Dans le sport
Le sanglier est le symbole du :

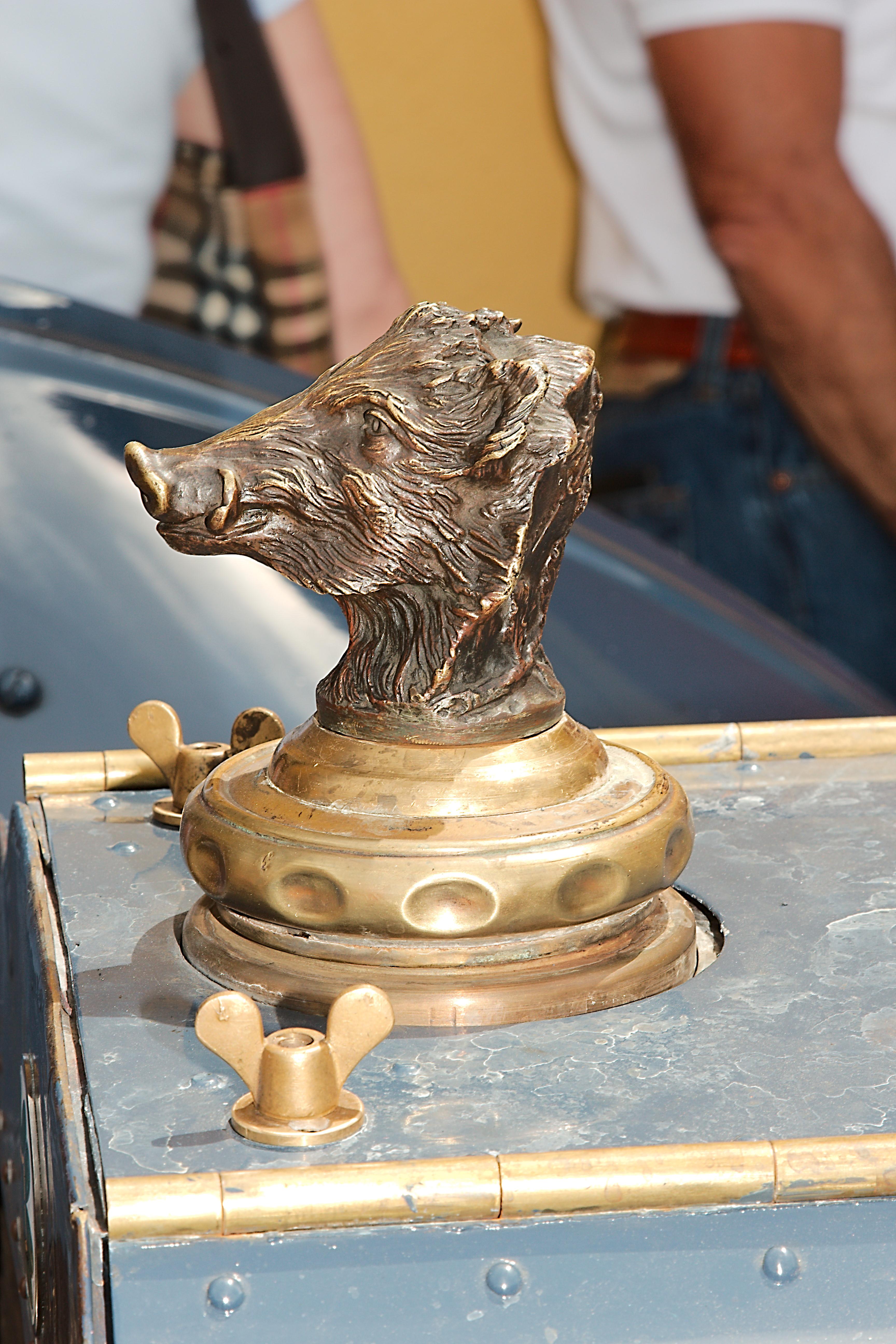
Un bouchon de radiateur Brasier (1908).

- Club sportif Sedan Ardennes (CSSA), équipe française de football
- Rugby Club Famenne
- Hockey Clermont Communauté Auvergne
- BBC Monthey, équipe suisse de basket-ball

### En héraldique
Le Moyen Âge européen a repris cette symbolique en héraldique où le sanglier est très représenté (notamment dans les Ardennes), et aussi dans le vocabulaire de l'escrime (garde de la « dent du sanglier »).
En règle générale, le sanglier apparait de profil dans les blasons, et passant, c'est-à-dire semblant avancer trois pattes au sol et une patte avant levée. Il est dit « défendu » si ses défenses sont d'une couleur différente de celle du corps. On nomme sa tête « hure », son nez « boutoir » et sa couche « bauge ».

Défense de sanglier d'argent (Albignac - Corrèze).
Trois hures (Amigny-Rouy, Aisne.
Trois hures (Baillou - Loir-et-Cher).
Sanglier de sable, défendu d'argent, baugé dans un buisson (Baugé - Maine-et-Loire).
Trois hures arrachées en pal (Booth - Angleterre).
Sanglier de sable défendu d'argent (Champ-Dolent - Eure).
D'argent au sanglier de sable défendu du champ (Courcelles-sur-Viosne - Val-d'Oise).
Ébersviller (Moselle).
Trois hures de sanglier (Givonne - Ardennes).
Porrentruy (Suisse)

### Dans les Ardennes
Le sanglier est le symbole des Ardennes où il abonde. Il en est devenu la mascotte et la sculpture du « plus grand sanglier du monde », Woinic, symbolise le département.
Il est aussi le symbole du premier club de football du département, le Club Sportif Sedan Ardennes, étant représenté sur l'écusson du club depuis ses débuts.

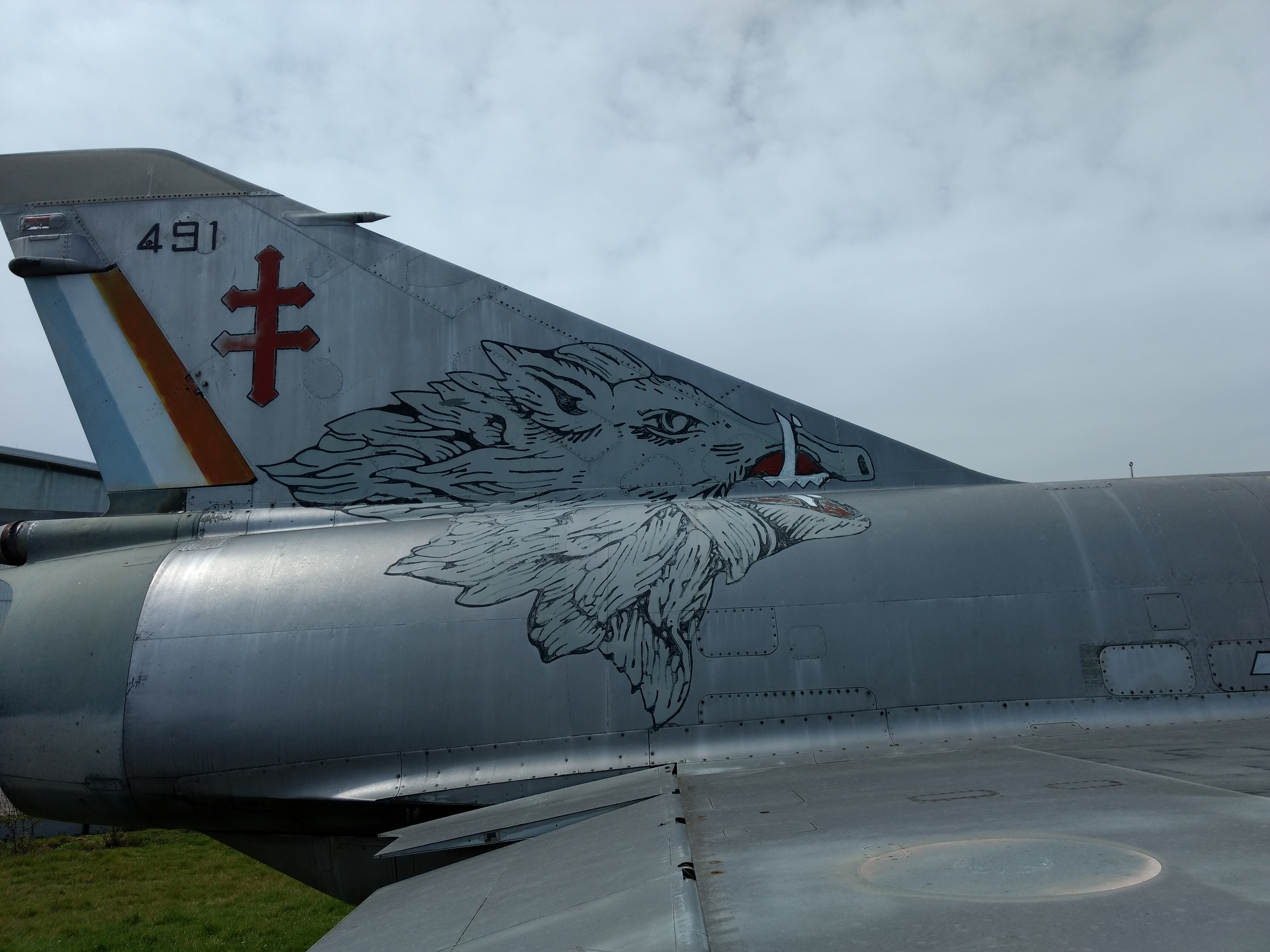
Sanglier commémoratif sur Mirage IIIE pour rendre hommage à l'escadron de chasse 3/3 Ardennes.

Il est enfin le symbole du régiment des chasseurs ardennais caserné à Marche-en-Famenne (Belgique), ainsi que l'unité aérienne du 2 Wing Tactique de Florennes (Belgique) ayant pour mascotte Bull Rusch (mâle) et Gipsy (femelle).
Il a parfois été repris par l'armée, notamment l'armée de l'air — par exemple, à des fins commémoratives, où le sanglier a décoré des avions en l'honneur d’escadrilles affectées dans les Ardennes. Un exemplaire de Mirage IIIE décoré aux couleurs des Ardennes et comportant une tête de sanglier imposante est toujours visible et accessible au public sur le site des Ailes Anciennes Toulouse, pour célébrer le cinquantième anniversaire de l'escadron de chasse 3/3 Ardennes

### Surnom
- Guillaume de la Marck (? † Exécuté en juin 1485 - Maastricht), était surnommé le « Sanglier des Ardennes ».
- Roger Marche, footballeur ardennais était surnommé le « sanglier des Ardennes ».
- Les héritiers (maître de famille) de la maison Taudou sont surnommés le « Sanglier des Corbières » et le marcassin des corbières.
- Le Roi Arthur est surnommé le « Sanglier de Cornouailles » dans un épisode de Kaamelott.